# Liste der Baudenkmale in Jork
In der Liste der Baudenkmale in Jork sind alle Baudenkmale der niedersächsischen Gemeinde Jork aufgelistet. Die Quelle der Baudenkmale ist der Denkmalatlas Niedersachsen. Der Stand der Liste ist der 9. Dezember 2021.

## Allgemein
In den Spalten befinden sich folgende Informationen:
- Lage: die Adresse des Baudenkmales und die geographischen Koordinaten. Kartenansicht, um Koordinaten zu setzen. In der Kartenansicht sind Baudenkmale ohne Koordinaten mit einem roten Marker dargestellt und können in der Karte gesetzt werden. Baudenkmale ohne Bild sind mit einem blauen Marker gekennzeichnet, Baudenkmale mit Bild mit einem grünen Marker.
- Bezeichnung: Bezeichnung des Baudenkmales
- Beschreibung: die Beschreibung des Baudenkmales. Unter § 3 Abs. 2 NDSchG werden Einzeldenkmale und unter § 3 Abs. 3 NDSchG Gruppen baulicher Anlagen und deren Bestandteile ausgewiesen.
- ID: die Objekt-ID des Baudenkmales
- Bild: ein Bild des Baudenkmales, ggf. zusätzlich mit einem Link zu weiteren Fotos des Baudenkmals im Medienarchiv Wikimedia Commons. Wenn man auf das Kamerasymbol klickt, können Fotos zu Baudenkmalen aus dieser Liste hochgeladen werden:

## Borstel

### Gruppe: Borsteler Hafen und Eindeichung
Die Gruppe hat die ID 30899560. Der Komplex des Borsteler Hafens besteht aus dem Hafenbecken, das sich aus der Jorker Hauptwettern bildet und in dem die Tjalk „Annemarie“ ankert, aus der südlich davon befindlichen Eindeichung und der auf den Deichresten erhaltenen Bebauung in Form einer Windmühle und eines Ortsgemeinschaftshauses.

| Lage                                       | Bezeichnung       | Beschreibung | ID       | Bild |
| ------------------------------------------ | ----------------- | --- | -------- | ---- |
| Am Elbdeich 53° 32′ 30″ N, 9° 41′ 31″ O    | Borsteler Hafen   | Ehemaliges Hafenbecken außerhalb des alten Elbdeiches in der Mündung der Jorker Hauptwettern. Im Hafenbecken liegend die Tjalk S 1078 N mit dem derzeitigen Namen „Annemarie“, die 1893 als Segeltjalk mit Motor auf der Jan Bos Werft in Echten (NL) gebaut wurde.   | 30918705 |      |
| Am Elbdeich 53° 32′ 23″ N, 9° 41′ 34″ O    | Windmühle Aurora  | Galerieholländer mit viergeschossigem quadratischen Unterbau aus Backstein, darüber eine blechverkleidete Holzkonstruktion in Form eines Achtkants mit drehbarer Haube. Erbaut 1856 durch den Müller Adolf Friedrich Peters als Ersatz für eine ältere Bockwindmühle. | 30918762 |      |
| Am Elbdeich 10 53° 32′ 25″ N, 9° 41′ 25″ O | Gemeinschaftshaus | Großes traufständiges Fachwerkgebäude mit Backsteinausfachung, unter ziegelgedecktem Satteldach. Über hohem Backsteinsockel mit Kellerräumen um 1930 auf der Deichkrone errichtet.                                                                                    | 30918803 |      |

### Gruppe: Kleine Seite Borstel
Die Gruppe hat die ID 30899582. Siedlung aus vorwiegend giebelständig zum Siel der Jorker Haupwettern an der Kleinen Seite ausgerichteten Bauten, die meisten in Fachwerk. Von der ursprünglichen Siedlung von Hausstellen des Wehrtschen Hofes aus der Mitte des 18. Jahrhunderts haben sich die Häuser Kleine Seite 4, 13 und 15 erhalten, die übrigen stammen aus der Zeit nach dem Brand von 1846 bis zum Ende des 19. Jahrhunderts. Die beiden jüngsten Bauten (Kleine Seite 12 und 14) sind massiv in Backstein errichtet. Zur Siedlung auf dem westlichen Ufer der Wettern gehören auch die Gärten zum Wasser hin, die von den Häusern durch einen Weg getrennt sind, sowie ebenso das Entwässerungssiel (Jorker Hauptwettern), das den durch Landwirtschaft und Küstenschifffahrt geprägten Raum abbildet.

| Lage                                        | Bezeichnung         | Beschreibung | ID       | Bild |
| ------------------------------------------- | ------------------- | --- | -------- | ---- |
| Kleine Seite 53° 32′ 23″ N, 9° 41′ 24″ O    | Jorker Hauptwettern | Wasserlauf der Jorker Hauptwettern in Nord-Süd-Richtung entlang der Siedlung Kleine Seite in Borstel. Zwei Stichkanäle führen nach Westen ab. Nach Norden mündet der Wasserlauf in den Borsteler Hafen. | 30918745 |      |
| Kleine Seite 4 53° 32′ 23″ N, 9° 41′ 24″ O  | Wohnhaus            | Giebelständiges Wohnhaus aus Fachwerk mit Backsteinausfachung, unter reetgedecktem Satteldach. Der ehemalige Wirtschaftsteil ist nicht mehr vorhanden, das Erdgeschoss ist massiv erneuert worden. Errichtet 1750 (i) als Hausstelle für einen Bediensteten des Wehrtschen Hofes.                            | 30919234 |      |
| Kleine Seite 5 53° 32′ 22″ N, 9° 41′ 24″ O  | Wohnhaus            | Giebelständiges eingeschossiges Fachwerkhaus mit Backsteinausfachung, unter pfannengedecktem Satteldach. Errichtet in der zweiten Hälfte des 19. Jahrhunderts nach dem Brand von 1846. Der Ostgiebel ist baugleich zu Kleine Seite 6.                                                                        | 30919252 |      |
| Kleine Seite 6 53° 32′ 22″ N, 9° 41′ 24″ O  | Wohnhaus            | Giebelständiges eingeschossiges Fachwerkhaus mit Backsteinausfachung, unter pfannengedecktem Satteldach. Errichtet in der zweiten Hälfte des 19. Jahrhunderts nach dem Brand von 1846. Der Ostgiebel ist baugleich zu Kleine Seite 5.                                                                        | 30919270 |      |
| Kleine Seite 7 53° 32′ 21″ N, 9° 41′ 24″ O  | Wohnhaus            | Giebelständiges eingeschossiges Fachwerkhaus mit Backsteinausfachung, unter pfannengedecktem Satteldach. Errichtet in der zweiten Hälfte des 19. Jahrhunderts nach dem Brand von 1846. | 30919288 |      |
| Kleine Seite 8 53° 32′ 21″ N, 9° 41′ 24″ O  | Wohnhaus            | Giebelständiges eingeschossiges Fachwerkhaus mit Backsteinausfachung, unter pfannengedecktem Satteldach. Errichtet in der zweiten Hälfte des 19. Jahrhunderts nach dem Brand von 1846. Erdgeschoss massiv erneuert.                                                                                          | 30919306 |      |
| Kleine Seite 11 53° 32′ 20″ N, 9° 41′ 24″ O | Wohnhaus            | Zweigeschossiges Fachwerkhaus mit Backsteinausfachung, unter pfannengedecktem Mansarddach. Ostgiebel dreifach auf Stichbalken vorkragend. Errichtet nach dem Brand von 1846 in der zweiten Hälfte des 19. Jahrhunderts.                                                                                      | 30919342 |      |
| Kleine Seite 12 53° 32′ 19″ N, 9° 41′ 24″ O | Wohnhaus            | Massives eingeschossiges traufständiges Backsteingebäude mit einem zweigeschossigen giebelständigen Risalit in der Ostfassade. Unter ziegelgedeckten Satteldächern. Mit zeittypischen Backsteingliederungen in den Fassaden sowie einer hölzernen Veranda an der Ostseite. Erbaut Ende des 19. Jahrhunderts. | 30919362 |      |
| Kleine Seite 13 53° 32′ 18″ N, 9° 41′ 24″ O | Wohnhaus            | Giebelständiges Wohnhaus aus Fachwerk mit Backsteinausfachung, unter reetgedecktem Satteldach, am Westgiebel mit Halbwalm. Dreiständerbau mit einseitiger Kübbung nach Norden. Errichtet um 1750 als Hausstelle für einen Bediensteten des Wehrtschen Hofes.                                                 | 30919380 |      |
| Kleine Seite 14 53° 32′ 18″ N, 9° 41′ 23″ O | Wohnhaus            | Massives giebelständiges eingeschossiges Backsteingebäude, unter ziegelgedecktem Satteldach. Mit zeittypischen Backsteingliederungen in den Fassaden, schwach segmentbogenüberfangenen Öffnungen im Erdgeschoss und rundbogigen Fensteröffnungen im Obergeschoss. Erbaut um 1900.                            | 30919400 |      |
| Kleine Seite 15 53° 32′ 18″ N, 9° 41′ 22″ O | Wohnhaus            | Giebelständiges Wohnhaus aus Fachwerk mit Backsteinausfachung, unter reetgedecktem Satteldach. Im Kern Dreiständerbau mit einseitiger Kübbung nach Norden, Erdgeschoss massiv erneuert. Errichtet um 1750 als Hausstelle für einen Bediensteten des Wehrtschen Hofes.                                        | 30919418 |      |

### Gruppe: St. Nikolaus Borstel
Die Gruppe hat die ID 30899571. Der Borsteler Kirchhof umfasst die mittelalterliche Nikolaikirche mit hölzernem Glockenturm von 1695 sowie das südlich der Kirche liegende Pfarrhaus.

| Lage                                       | Bezeichnung | Beschreibung | ID       | Bild |
| ------------------------------------------ | ----------- | --- | -------- | ---- |
| Große Seite 53° 32′ 15″ N, 9° 41′ 23″ O    | St. Nikolai | Saalkirche aus Backstein unter pfannengedecktem Satteldach, am dreiseitig geschlossenen Chor mit Walm; im Kern um 1400 entstanden. Vom spätgotischen Bau die Westwand mit Blendbogengiebel erhalten, die unteren Mauern der Südwand stammen aus dem 17. Jahrhundert, die Schrägstrebepfeiler von 1770–72, dazwischen große rundbogige Fenster. 1875 die Nordwand mit Brauthaus und der Chorschluss erneuert. Das Innere mit geschlossener Ausstattung, insbesondere von der Erneuerung der Jahre 1770 bis 1772. Aus dieser Zeit stammt die segmentbogenförmige Holztonne und ihre originale Bemalung von F. N. Schnibbe. Spätbarocker Kanzelaltar 1771 von Tischlermeister P. Spangenberg geschaffen. Vor dem Altar Kniebänke. Bronzetaufbecken der Zeit um 1325. Kastengestühl mit geschnitzten Namensinschriften und Jahreszahlen, die älteste 1636, die jüngste 1733. An Nord- und Südwand lange Priechen mit Fenstern von 1772 und 1770. Sakristeiprieche mit Kanzelaufgang von 1753; Füllung der Kanzeltür aus der ersten Hälfte des 17. Jahrhunderts. An der Brüstung der Westempore 16 Prophetenbilder in hochrechteckigen Füllungen, darüber Priechenfenster, an einer Zwischenwand datiert: 1732. Orgel auf der oberen Westempore, Teile des Werks in der ersten Hälfte des 16. Jahrhunderts entstanden, verändert 1637–38 durch Gottfried Fritzsche, 1677 durch Arp Schnitger, 1770 durch Johann Paul Geycke, Hamburg (Prospekt und Erweiterung um zwei Basstürme), und 1848–49 durch Philipp Furtwängler. Auf dem Ankerbalken über dem Altar Triumphkreuzgruppe um 1520. Auf der Mensa spätgotischer Kruzifixus auf altem Kreuzbalken mit quadratischen Vierpassenden der Zeit um 1520, originale Fassung. Madonna auf der Mondsichel aus dem dritten Viertel des 15. Jahrhunderts. Drei Hermenpilaster aus Sandstein von 1636. Epitaph des Pastors Amelius Könche von 1755. Messingkronleuchter von 1656, etwa aus gleicher Zeit die Messingleuchter auf dem Altar. Schlagglocke um 1200. Grabplatten des 17. und 18. Jahrhunderts. | 30918974 |      |
| Große Seite 53° 32′ 15″ N, 9° 41′ 22″ O    | Glockenturm | Frei vor der Westwand des Kirchenschiffs stehender Glockenturm von 1695, aus einem holzverschalten Holzgerüst mit steilem Pyramidenhelm in Schieferdeckung. | 30918994 |      |
| Große Seite 16 53° 32′ 13″ N, 9° 41′ 23″ O | Pfarrhaus   | Zweigeschossiger traufständiger Bau unter Satteldach mit einseitigem Halbwalm über dem Südwestgiebel. 1775 als Fachwerkbau errichtet, im 19. Jahrhundert stark umgebaut mit massiven traufseitigen Fassaden. Nordostgiebel in Fachwerkkonstruktion des 18. Jahrhunderts mit dreifacher Auskragung mit profilierten Blendbrettern. Straßenseitige Fassade mit Lisenen- und Gesimsgliederung sowie mit Zierverband unter den Fensterbrüstungen. Südlich anschließend eingeschossiger Anbau unter hohem Satteldach, vermutlich aus der ersten Hälfte des 20. Jahrhunderts. | 30919069 |      |

### Einzeldenkmale
| Lage                                       | Bezeichnung               | Beschreibung | ID       | Bild |
| ------------------------------------------ | ------------------------- | --- | -------- | ---- |
| Am Elbdeich 15 53° 32′ 26″ N, 9° 41′ 18″ O | Wohnhaus                  | Giebelständiges Fachwerkhaus mit Backsteinausfachung, unter reetgedecktem Satteldach, am Rückgiebel mit Walm. Errichtet im 19. Jahrhundert. | 48759935 | BW   |
| Am Elbdeich 28 53° 32′ 36″ N, 9° 40′ 44″ O | Altländer Pforte          | Hölzerne Toranlage aus drei Ständern unter Schutzdach in Satteldachform. Mit Durchfahrt und seitlichem Durchgang, darüber gedrechselte Docken und zweiseitiges Relief. Errichtet 1916. | 30918825 |      |
| Am Elbdeich 30 53° 32′ 40″ N, 9° 40′ 35″ O | Speicher (Bauwerk)        | Freistehender eingeschossiger Fachwerkbau auf hohem Backsteinsockel unter reetgedecktem Satteldach. Kräftige Eckständer mit Kopf- und Fußstreben. Giebel einfach vorkragend. | 30918861 | BW   |
| Am Elbdeich 32 53° 32′ 44″ N, 9° 40′ 23″ O | Wohn-/ Wirtschaftsgebäude | Giebelständiger Vierständer-Fachwerkbau mit Backsteinausfachung auf Backsteinsockel unter reetgedecktem Satteldach mit einseitigem Walm über dem Wirtschaftsgiebel. Wohnteil zur Straße hin ausgerichtet. Symmetrischer Straßengiebel vierfach leicht vorkragend, mit zurückgesetztem mittigem Eingang. | 30918878 |      |
| Große Seite 53° 32′ 12″ N, 9° 41′ 22″ O    | Gefallenendenkmal         | Pfeilerartige Stele aus Naturstein über kreuzförmigem Grundriss auf gestuftem Sockel mit kreisförmigem, gestuftem Abschluss, darauf die Form eines Stahlhelms. Inschrift mit den Namen der im Ersten Weltkrieg Gefallenen der Gemeinde Borstel. Nach dem Zweiten Weltkrieg durch sieben grabsteinartige Steintafeln ergänzt. | 30918957 |      |
| Große Seite 4 53° 32′ 16″ N, 9° 41′ 26″ O  | Wohnhaus                  | Giebelständiger Fachwerkbau mit Backsteinausfachung auf Backsteinsockel unter ziegelgedecktem Mansarddach. Straßengiebel vierfach leicht auskragend, mit außermittiger Eingangstür; Sockel hier nachträglich erhöht. | 30919014 |      |
| Große Seite 8a 53° 32′ 16″ N, 9° 41′ 26″ O | Wehrtscher Hof            | Wohn-/Wirtschaftsgebäude auf T-förmigem Grundriss, bestehend aus einem traufständigen, zweigeschossigen Wohnteil und langgestrecktem, eingeschossigem Wirtschaftsteil, errichtet um 1637 anstelle eines 1632 abgebrannten Vorgängerbaus. Wohnteil in Fachwerk mit Backsteinausfachung auf Kellersockel unter Satteldach. Giebelseiten dreifach auskragend über Stichbalken auf profilierten Knaggen. Wirtschaftsteil südöstlich anschließend in Form eines Zweiständer-Fachwerkbaus unter reetgedecktem Satteldach. Nordwestfassade und Südgiebel des Wohnteils 1851 (i) im Erdgeschoss massiv ersetzt. An der Nordwestfassade mittige zweiflügelige Eingangstür mit Oberlicht, darauf inschriftliche Datierung des Umbaus der Mitte des 19. Jahrhunderts. | 30919031 |      |

## Estebrügge/Moorende

### Gruppe: Bürgerei, Estebrügger Straße
Die Gruppe hat die ID 30899593. Dem Deich- und Flussverlauf der Este folgender Straßenzug mit überwiegend giebelständiger Wohnhausbebauung auf dem Deich, größtenteils aus dem 19. Jahrhundert. Fußweg auf der Deichkrone, straßenseitige Deichböschung teils mit Feldsteinen befestigt, teils begrünt, mit Treppenaufgängen. Straßenbegleitender Baumbestand auf der Deichböschung. Grundstücksparzellen bis an das Flussufer der Este reichend, im Bereich der Grundstücke 101-111 mit erhaltenswerter Uferbefestigung.

| Lage                                               | Bezeichnung         | Beschreibung | ID       | Bild |
| -------------------------------------------------- | ------------------- | --- | -------- | ---- |
| Estebrügger Straße 81 53° 30′ 43″ N, 9° 43′ 46″ O  | Wohnhaus            | Anderthalbgeschossiger traufständiger Backsteinbau auf hohem Sockel unter flach geneigtem Satteldach mit hohem Drempel und seitlichem risalitartigen Zwerchhaus unter Satteldach mit giebelseitigem Freigespärre. Putzgliederungen in Form von Eckbossierungen, Gesimsen und Brüstungskartuschen am seitlichen Risalit, Backsteinrücklagen weiß geschlämmt. Übriger Teil der Fassade gestrichen, mit aufgemalten Gliederungen. | 30920084 |      |
| Estebrügger Straße 83 53° 30′ 43″ N, 9° 43′ 46″ O  | Wohnhaus            | Zweigeschossiger giebelständiger Sichtbacksteinbau unter ziegelgedecktem Satteldach. Errichtet als eingeschossiger Bau um 1900, aufgestockt 1956. | 30920102 |      |
| Estebrügger Straße 85 53° 30′ 43″ N, 9° 43′ 47″ O  | Wohnhaus            | Eingeschossiger giebelständiger Backsteinbau unter Satteldach. Straßenseitiger Giebel verputzt, mit Geschossgesimsen, erneuert oder stark verändert. | 30920120 |      |
| Estebrügger Straße 87 53° 30′ 43″ N, 9° 43′ 47″ O  | Estehof             | Giebelständiges eingeschossiges Gebäude unter ziegelgedecktem Satteldach. Mit einem massiven Erdgeschoss; Straßengiebel aus Fachwerk mit Backsteinausfachung, zweifach auf profilierten Knaggen vorkragend. Im Kern von 1669, schon zu diesem Zeitpunkt als Gasthaus genutzt. Im 19. Jahrhundert baulich überformt. | 30920138 |      |
| Estebrügger Straße 87 53° 30′ 43″ N, 9° 43′ 47″ O  | Nebengebäude        | An die Nordwestecke des Vorderhauses angebautes, eingeschossiges Nebengebäude in Fachwerk mit Backsteinausfachung unter Satteldach in Hohlpfannendeckung. Nordgiebel teils mit Zierausfachungen sowie Luke zum Dachgeschoss. | 50633314 | BW   |
| Estebrügger Straße 87 53° 30′ 43″ N, 9° 43′ 48″ O  | Nebengebäude        | Nebengebäude im rückwärtigen Grundstücksbereich, genutzt als Werkstatt. Erbaut im 19. Jahrhundert. | 50599458 |      |
| Estebrügger Straße 91 53° 30′ 42″ N, 9° 43′ 48″ O  | Wohnhaus            | Eingeschossiger giebelständiger Sichtbacksteinbau unter Satteldach. Vermutlich bauzeitliche zweiflügelige Hauseingangstür mit Oberlicht und figürlichen gusseisernen Füllungen. Errichtet um 1860. | 30920174 |      |
| Estebrügger Straße 93 53° 30′ 42″ N, 9° 43′ 48″ O  | Gasthaus            | Zweigeschossiger giebelständiger Bau mit massivem Erd- und Fachwerk-Obergeschoss sowie Sichtbacksteinfassade unter Satteldach. Straßenseitiger Giebel mit weiß abgesetzten Geschossgesimsen und Fensterstürzen. Blindfenster im Obergeschoss. Errichtet 1806 als Gasthaus, in der zweiten Hälfte des 20. Jahrhunderts zeitweilig mit Kinobetrieb.                                                                              | 30920192 |      |
| Estebrügger Straße 95 53° 30′ 42″ N, 9° 43′ 49″ O  | Wohnhaus            | Schmaler zweigeschossiger giebelständiger Sichtbacksteinbau unter Satteldach. Zurückgesetzter außermittiger Eingang, Fassadengliederung durch Geschoss- und Ortganggesims sowie Ecklisenen. Erbaut im 19. Jahrhundert. | 30920210 |      |
| Estebrügger Straße 97 53° 30′ 41″ N, 9° 43′ 49″ O  | Wohnhaus            | Anderthalbgeschossiger giebelständiger Sichtbacksteinbau unter Satteldach mit massivem Drempel. | 30920228 |      |
| Estebrügger Straße 99 53° 30′ 41″ N, 9° 43′ 49″ O  | Wohnhaus            | Eingeschossiger giebelständiger Bau unter Satteldach. Straßenfassade in Sichtbackstein, flussseitiger Giebel in Fachwerk mit Backsteinausfachung. | 30920246 |      |
| Estebrügger Straße 101 53° 30′ 41″ N, 9° 43′ 49″ O | Wohn-/Geschäftshaus | Eingeschossiger giebelständiger Fachwerkbau mit Backsteinausfachung und massiver Sichtbacksteinfassade unter Mansarddach. Außermittige, aufwendig gearbeitete Haustür der Zeit um 1800 mit jüngerem Oberlicht, darauf eine Brezel und Namensinschrift „Wriede“. Im 19. und 20. Jahrhundert Bäckerei, heute als Wohnhaus genutzt.                                                                                               | 30920264 |      |
| Estebrügger Straße 103 53° 30′ 41″ N, 9° 43′ 49″ O | Wohn-/Geschäftshaus | Eingeschossiger giebelständiger Bau unter Satteldach mit massiver Sichtbacksteinfassade. Mittige rundbogige Eingangstür, im nördlichen Teil ehemals Tischlerwerkstatt, heute als Wohnhaus genutzt. Erbaut im 19. Jahrhundert. | 30920305 |      |
| Estebrügger Straße 105 53° 30′ 40″ N, 9° 43′ 49″ O | Wohnhaus            | Schmaler eingeschossiger giebelständiger Bau mit Sichtbacksteinfassade unter Satteldach. | 30920323 |      |
| Estebrügger Straße 107 53° 30′ 40″ N, 9° 43′ 49″ O | Wohnhaus            | Eingeschossiger giebelständiger Bau mit massiver Sichtbacksteinfassade unter Satteldach. | 30920341 |      |
| Estebrügger Straße 109 53° 30′ 40″ N, 9° 43′ 49″ O | Wohnhaus            | Giebelständiger eingeschossiger Fachwerkbau mit Backsteinausfachung unter Halbwalmdach. Straßenfassade im Erdgeschoss massiv ersetzt. Zwerchhaus unter Satteldach in der nördlichen Dachfläche. | 30920359 |      |
| Estebrügger Straße 111 53° 30′ 39″ N, 9° 43′ 49″ O | Wohnhaus            | Eingeschossiger traufständiger Sichtbacksteinbau in Ecklage unter Satteldach mit einseitigem Halbwalm über dem Südgiebel. Straßenseitige Fassade stark verändert. | 30920377 |      |

### Gruppe: Estebrügger Straße 30
Die Gruppe hat die ID 30899636. Hofanlage mit einem Wohn-/Wirtschaftsgebäude und einem südlich davon platzierten Göpelhaus.

| Lage                                              | Bezeichnung               | Beschreibung | ID       | Bild |
| ------------------------------------------------- | ------------------------- | --- | -------- | ---- |
| Estebrügger Straße 30 53° 30′ 52″ N, 9° 43′ 32″ O | Wohn-/ Wirtschaftsgebäude | Giebelständiger Fachwerkbau mit Backsteinausfachung, unter reetgedecktem Satteldach, am Wirtschaftsgiebel mit Halbwalm. Errichtet in der ersten Hälfte des 19. Jahrhunderts. Der straßenseitige Wohngiebel wurde wegen des Ausbaus der Straße in den dreißiger Jahren des 20. Jahrhunderts massiv in Backstein erneuert und um vier Meter zurückversetzt. | 30922113 |      |
| Estebrügger Straße 30 53° 30′ 51″ N, 9° 43′ 33″ O | Göpelhaus                 | Über sechseckigem Grundriss erbautes Backsteingebäude unter flach geneigtem Zeltdach. Errichtet um 1900 als Göpelhaus. | 30922154 | BW   |

### Gruppe: Gutsanlage Moorende 55, Esteburg
Die Gruppe hat die ID 30899717. Gutshofanlage auf annähernd rechteckigem, nach Westen verjüngtem Grundstück im Marschland hinter dem Estedeich, bestehend aus weit vom Deich zurückgesetzten Herrenhaus mit umgebendem Garten und Gräften, einem Torhaus, einem Ehrenmal sowie der im Norden liegenden Zufahrtsallee.

| Lage                                   | Bezeichnung           | Beschreibung | ID       | Bild |
| -------------------------------------- | --------------------- | --- | -------- | ---- |
| Moorende 55 53° 30′ 30″ N, 9° 44′ 3″ O | Esteburg              | Freistehender zweigeschossiger Sichtbacksteinbau auf quadratischem Grundriss unter ziegelgedecktem Halbwalmdach. Einzelne Werksteinelemente in der Formensprache der Weserrenaissance wie unterschiedlich verzierte Eckbossen, „Kanonensteine“ und Gesimse. Schlichtes Portal in der Nordfassade, darüber Wappentafel mit Inschrift und Datierung eines Umbaus von 1722. | 30923067 |      |
| Moorende 55 53° 30′ 30″ N, 9° 44′ 3″ O | Torhaus               | Eingeschossiger traufständiger Sichtbacksteinbau unter ziegelgedecktem Walmdach. Außermittige korbbogige Querdurchfahrt. Vermutlich zeitgleich mit dem Herrenhaus errichtet, 1722 umgebaut und im 20. Jahrhundert zu Remise umgenutzt, ursprünglich mehrere Durchfahrten.                                                                                                | 30923108 |      |
| Moorende 55 53° 30′ 30″ N, 9° 44′ 3″ O | Ehrenmal              | Aus Bauteilen einer ehemaligen Brunnenanlage im Jahr 1871 samt daneben gepflanzter Eiche errichtetes Ehrenmal für den aus dem Deutsch-Französischen Krieg heimgekehrten Hausherren Baron von Schulte. | 30923128 |      |
| Moorende 55 53° 30′ 30″ N, 9° 44′ 3″ O | Torwächter-Skulpturen | Zwei vollplastisch, annähernd spiegelsymmetrische Torwächterfiguren auf hohen gebauchten Postamenten, beiderseits des Eingangsportals aufgestellt. Figuren in antikisierender Rüstung mit Schild und Lanze sowie federgeschmücktem Helm. | 30923146 |      |
| Moorende 55 53° 30′ 31″ N, 9° 44′ 0″ O | Graft                 | Die gesamte Anlage einschließlich einer Vorburg umgebend. | 30923376 |      |
| Moorende 55 53° 30′ 31″ N, 9° 44′ 1″ O | Garten                | Von einer Graft umgebener Garten im Bereich um das Herrenhaus. Heute größtenteils Rasenfläche. Uferbereich mit Bäumen bepflanzt. | 30923396 |      |

### Gruppe: Wohnhäuser Moorende 72 - 76
Die Gruppe hat die ID 30899727. Gruppe dreier giebelständiger reetgedeckter Fachwerkwohnhäuser auf dem östlichen Estedeich.

| Lage                                    | Bezeichnung | Beschreibung | ID       | Bild |
| --------------------------------------- | ----------- | --- | -------- | ---- |
| Moorende 72 53° 30′ 19″ N, 9° 44′ 0″ O  | Wohnhaus    | Auf dem Deich stehender giebelständiger eingeschossiger Fachwerkbau mit Backsteinausfachung unter reetgedecktem Satteldach mit einseitigem Halbwalm über dem flussseitigen Giebel. Straßenseitiger Giebel dreifach vorkragend ohne Stichbalken. Traufseiten massiv erneuert. | 30923184 |      |
| Moorende 74 53° 30′ 18″ N, 9° 43′ 59″ O | Wohnhaus    | Auf dem Deich stehender giebelständiger eingeschossiger Fachwerkbau mit Backsteinausfachung unter reetgedecktem Satteldach mit einseitigem Dreiviertelwalm über dem flussseitigen Giebel. Straßenseitiger Giebel dreifach vorkragend ohne Stichbalken.                       | 30923202 |      |
| Moorende 76 53° 30′ 18″ N, 9° 43′ 57″ O | Wohnhaus    | Auf dem Deich stehender giebelständiger eingeschossiger Fachwerkbau mit Backsteinausfachung unter reetgedecktem Walmdach, straßenseitig mit Halbwalm. Straßengiebel einfach vorkragend über Stichbalken mit profilierten Knaggen und gerundeten Füllhölzern.                 | 30923220 |      |

### Gruppe: Hofanlage Moorende 151
Die Gruppe hat die ID 30899817. Hofanlage im südlichen Teil des Deichhufendorfes Moorende, östlich des Estedeiches.  Schmale, rechtwinklig zur Hauptfließrichtung der Este angeordnete Parzelle, hier aufgrund einer Flussbiegung mit spitzem Winkel zu Straße und Deich. Giebelständiges Hauptgebäude, im Kern 18. Jahrhundert, Wirtschaftsteil zum Hof ausgerichtet. Nördlicher Abschluss der gepflasterten Hoffläche durch etwa gleich alte Querscheune.

| Lage                                     | Bezeichnung               | Beschreibung | ID       | Bild |
| ---------------------------------------- | ------------------------- | --- | -------- | ---- |
| Moorende 151 53° 29′ 51″ N, 9° 43′ 27″ O | Wohn-/ Wirtschaftsgebäude | Giebelständiger eingeschossiger Bau unter reetgedecktem Satteldach mit einseitigem Walm über dem Ostgiebel, bestehend aus dem Wirtschaftsteil eines Fachhallenhauses des 18. Jahrhunderts und einem Anfang des 20. Jahrhunderts massiv erneuertem Wohnteil. Symmetrisch Straßenfassade in Sichtbackstein mit Ecklisenen und Geschossgesimsen sowie mittigem zurückgesetztem Eingang hinter Säulenstellung. | 30923272 |      |
| Moorende 151 53° 29′ 52″ N, 9° 43′ 28″ O | Scheune                   | Zur Straße giebelständige Querscheune an der nördlichen Hofseite auf Backsteinsockel. Reetgedecktes Walmdach, an den Schmalseiten über Kübbungen herabgezogen. Langseiten verbrettert, mit drei Einfahrtstoren auf der Südseite. Schmalseiten in Sichtbackstein. | 30923292 |      |

### Gruppe: Motormühle Moorende 24
Die Gruppe hat die ID 30899807. Motormühle aus Backstein von 1925, daran südlich anschließend ein eingeschossiges Fachwerkhaus der Zeit um 1900, dessen Dachboden als Lagerboden diente.

| Lage                                    | Bezeichnung   | Beschreibung | ID       | Bild |
| --------------------------------------- | ------------- | --- | -------- | ---- |
| Moorende 24 53° 30′ 44″ N, 9° 43′ 51″ O | Wohnhaus      | Traufständiges eingeschossiges Fachwerkhaus mit Backsteinausfachung, unter schiefergedecktem Satteldach. Mit Kniestock und großem Zwerchhaus in der nordöstlichen Dachfläche. Errichtet um 1900 als Teil der Mühlenanlage von Moorende. | 30922918 |      |
| Moorende 24 53° 30′ 45″ N, 9° 43′ 50″ O | Mühlengebäude | Zweigeschossiger Backsteinbau, unter schiefergedecktem Satteldach. 1925 als Motormühle erbaut, technische Einrichtung vollständig erhalten. Die Mühle ersetzte eine ältere Windmühle, was den erhöhten Standort auf dem Deich erklärt.  | 30922895 |      |

### Gruppe: Torhäuser Moorende
Die Gruppe hat die ID 30899707. Die beiden Fachwerkhäuser des 18. Jahrhunderts stehen giebelständig zum Moorender Deich; zwischen ihnen verläuft die auf die Brücke nach Estebrügge führende Straße.

| Lage                                    | Bezeichnung          | Beschreibung | ID       | Bild |
| --------------------------------------- | -------------------- | --- | -------- | ---- |
| Moorende 46 53° 30′ 39″ N, 9° 43′ 52″ O | Wohn-/ Geschäftshaus | Zweigeschossiger Fachwerkbau in Ecklage, traufständig zur Auffahrt auf die Estebrücke, mit Backsteinausfachung unter ungleichhüftigem Satteldach mit einseitigem Halbwalm über dem Westgiebel. Nördliche Traufseite eingeschossig ausgeführt mit weiter herunter gezogener Dachfläche. Obergeschoss dreiseitig vorkragend. Ladeluken im Ober- und Dachgeschoss des Ostgiebels. | 30923008 |      |
| Moorende 48 53° 30′ 39″ N, 9° 43′ 52″ O | Gasthaus             | Eingeschossiger Fachwerkbau in Ecklage, traufständig zur Auffahrt auf die Estebrücke, mit Backsteinausfachung unter Satteldach. Zweiachsiges Zwerchhaus unter Satteldach außermittig in der nördlichen Dachfläche. Ostgiebel zweifach vorkragend über Stichgebälk auf profilierten Knaggen und mit gerundeten Füllhölzern. Ausfachungen in vielfältigen Zierverbänden. Mittige Eingangstür mit reich verziertem Oberlicht. Weiterer Eingang traufseitig an der Nordseite, hier zurückgesetzt hinter Sturzriegel mit profilierten Knaggen. | 30923028 |      |

### Einzelbaudenkmale
| Lage                                              | Bezeichnung               | Beschreibung | ID       | Bild           |
| ------------------------------------------------- | ------------------------- | --- | -------- | -------------- |
| Buxtehuder Straße 24 53° 31′ 5″ N, 9° 43′ 21″ O   | Wohn-/ Wirtschaftsgebäude | Giebelständiger eingeschossiger Fachwerkbau auf Backsteinsockel mit Backsteinausfachung unter reetgedecktem Satteldach mit einseitigem Walm über dem Wirtschaftsgiebel. Annähernd symmetrische Straßengiebel mit Doppelstielkonstruktion, dreifach vorkragend über profilierten Stichbalken. Wirtschaftsteil in Zweiständerbauweise, Kübbungen an beiden Traufseiten leicht vorspringend. | 30921982 |                |
| Buxtehuder Straße 36 53° 30′ 59″ N, 9° 43′ 17″ O  | Wohnhaus                  | Eingeschossiger traufständiger massiver Putzbau von fünf Achsen unter Satteldach in dunkler Hohlpfannendeckung. Straßenseitig mittiges zweiachsiges Zwerchhaus unter Satteldach, darunter hinter zwei Säulen zurückgesetzter Eingang. Inschriftliche Datierung 1891 am Zwerchhaus über dem Eingang. | 30922055 |                |
| Estebrügger Straße 6 53° 31′ 3″ N, 9° 43′ 28″ O   | Wohnhaus                  | Traufständiges eingeschossiges Backsteingebäude unter pfannengedecktem Satteldach Mit straßenseitigem zweigeschossigem Risalit und Zwerchhaus; hier im Erdgeschoss eine aus vier eingestellten Säulen gebildete Eingangsloggia mit zurückliegender zweiflügeliger Haustür. Straßenfassade mit reichen Putzgliederungen und -applikationen. Erbaut 1898 (i). | 30922094 |                |
| Estebrügger Straße 78 53° 30′ 38″ N, 9° 43′ 48″ O | Wohnhaus                  | Giebelständiger zweigeschossiger Massivbau aus Backstein mit Drempelgeschoss, unter ziegelgedecktem Satteldach. Erdgeschoss rustiziert verputzt, Ober- und Dachgeschoss aufwändig mit Putz- und Stuckelementen: Eckquaderung, Fensteinfassungen, Gesimse, Ortgangfries; mittig im Obergeschoss ein Balkon. Erbaut 1901 (i). | 30920008 |                |
| Moorende 13 53° 30′ 45″ N, 9° 43′ 52″ O           | Wohnhaus                  | Freistehender giebelständiger Fachwerkbau mit Backsteinausfachung auf Backsteinsockel unter reetgedecktem Satteldach mit einseitigem Halbwalm über dem rückwärtigen Giebel. Symmetrischer Straßengiebel dreifach vorkragend über profilierten Stichbalken. | 30922860 |                |
| Moorende 13 53° 30′ 45″ N, 9° 43′ 52″ O           | Linden                    | Ursprünglich zwei symmetrisch vor der Straßenfassade des Wohnhauses angeordnete, den Eingang rahmende Linden, von denen nur die südliche erhalten ist. | 30923830 |                |
| Moorende 40 53° 30′ 41″ N, 9° 43′ 53″ O           | Wohn-/ Geschäftshaus      | Zweigeschossiger traufständiger Sichtbacksteinbau mit unregelmäßigem Grundriss auf hohem Sockel unter ziegelgedecktem, im Norden abgewinkelten Satteldach. Straßenfassade dem Straßenverlauf entsprechend leicht gebogen, mit markantem Stufengiebel, Vor- und Rücksprüngen und expressionistischen Gestaltungsdetails. An der Rückseite niedrigere Anbauten mit ehemaligen Wirtschafts- und Funktionsräumen einer Schlachterei. | 30922972 |                |
| Moorende 44 53° 30′ 40″ N, 9° 43′ 52″ O           | Getreidespeicher          | Dreigeschossiger Sichtbacksteinbau unter ziegelgedecktem Walmdach, traufständig am östlichen Esteufer. Giebelseitig mittige zweiflügelige Ladetüren in allen Geschossen. Regelmäßige schlichte Fassadengliederung mit fünf Fensterachsen an den Traufseiten. Runde, verzierte Eisenanker. | 30922991 |                |
| Moorende 52 53° 30′ 38″ N, 9° 43′ 52″ O           | Wohnhaus                  | Eingeschossiger giebelständiger Fachwerkbau auf dem Estedeich, mit Backsteinausfachung und unter Satteldach. Ostgiebel einfach vorkragend über profilierten Knaggen ohne Stichbalken. Zierausfachungen, weiß überstrichen. | 30923050 |                |
| Moorende 87 53° 30′ 18″ N, 9° 44′ 0″ O            | Wohn-/ Wirtschaftsgebäude | Eingeschossiger traufständiger Putzbau unter Satteldach. Symmetrische Straßenfassade mit übergiebeltem Mittelrisalit. Zurückgesetzter Eingang hinter gekuppelten Rundbögen auf zwei Säulen. Putzgliederung mit Ecklisenen und Traufgesims mit Rundbogenfries. | 30923238 |                |
| Neue Straße 53° 30′ 37″ N, 9° 43′ 44″ O           | St. Martini               | Saalkirche aus Backstein mit dreiseitigem Ostabschluss, laut Inschrift über dem Nordportal erbaut 1700. Unter pfannengedecktem Dach. Vor der Westwand hölzerner Glockenturm mit spitzem Pyramidenhelm, 1640 von Zimmermann G. v. d. Born errichtet. Das Langhaus ist durch Strebepfeiler und große Rundbogenfenster gegliedert, unterhalb des Daches liegt ein auf hölzernen Konsolen ruhendes Traufgesims. An der Nordseite befinden sich zwei Portale mit Sandsteinrahmung: Hauptportal mit Pilastern und Segmentgiebel mit liegenden Engeln, das etwas kleinere Portal mit gesprengtem Giebel und Figur des heiligen Martin. Der von einer hölzernen Segmentbogentonne überwölbte Innenraum wurde 1988–91 umfassend restauriert, dabei Wiederherstellung der Deckenausmalung von 1868. Einheitliche Ausstattung, überwiegend von 1700–02; Altarretabel datiert 1657, die Gemälde und die geschnitzten Ohren 1700–02 hinzugefügt, die Statuetten stammen von 1657. Die Kanzel, der polygonale Korb mit Ecksäulen und Statuetten sowie Teile des Schalldeckels wurden 1656 von Meister J. Tamke geschaffen, der obere Aufsatz war ursprünglich der Deckel eines Taufbeckens; Treppe und Laufbrücke wurden 1700–02 hinzugefügt. Älteres Bronzetaufbecken, laut Inschrift von Meister Eglert, Mitte des 14. Jahrhunderts. Gemeindegestühl von 1702, Priechen an den Polygonwänden des Chores ebenso. Die Priechen an der Nordwand des Schiffes stammen im westlichen Bereich von 1638, im östlichen von 1701. Doppelgeschossige Westempore von 1700–02, mit Wendeltreppe und gemalten Szenen aus dem Neuen Testament an den Brüstungsfeldern; auf der oberen die Orgel, Prospekt 1702 von Arp Schnitger gefertigt, Werk 1959 erneuert. Das Kruzifix an der Südwand der Kanzeltreppe stammt vom Ende des 15. Jahrhunderts, erhalten haben sich auch mehrere Pastorenbilder des 17. und 18. Jahrhunderts, der Kronleuchter stammt von 1681. | 30920413 | Weitere Bilder |
| Neue Straße 53° 30′ 37″ N, 9° 43′ 44″ O           | Kirchhof St. Martini      | Aus einer Wurt bestehender, ringförmig die Kirche umgebender Kirchhof mit alten Grabmalen. | 48056616 |                |
| Neue Straße 53° 30′ 38″ N, 9° 43′ 35″ O           | Friedhof Estebrügge       | Westlich der Kirchenwurt um 1870 angelegter Friedhof auf rechteckigem Grundriss. Seine Fläche ist durch ein orthogonales Wegesystem gegliedert, und einige historische Grabstellen sind erhalten - so die Grabstätten der Familie Bartels von 1910 und von 1926, die Grabstätten der Familie Behre/Beneke von 1891 und der Familie Bröhan von 1921 sowie der Familie Piehl von 1910. Ebenso die Grabstätten der Familie Quast von 1913, der Familie Schlieker von 1926 und der Familie von Schulte. | 30920435 |                |
| Schwarzer Weg 2 53° 30′ 24″ N, 9° 43′ 54″ O       | Wohn-/ Wirtschaftsgebäude | Großes, zur Straße traufständiges Hallenhaus aus Fachwerk mit Backsteinausfachung, unter reetgedecktem Satteldach, am Wirtschaftsgiebel mit Halbwalm. Errichtet im 18. Jahrhundert. | 30920601 |                |
| Schwarzer Weg 40 53° 30′ 9″ N, 9° 43′ 47″ O       | Wohn-/ Wirtschaftsgebäude | Großes giebelständiges Hallenhaus in Fachwerk mit Backsteinausfachung, unter reetgedecktem Satteldach, am Wirtschaftsgiebel mit Walm. Hier Vorschauer. Wohngiebel dreifach auf profilierten Knaggen vorkragend. Errichtet im 18. Jahrhundert. | 30920618 |                |
| Steinweg 53° 30′ 37″ N, 9° 43′ 45″ O              | Gefallenendenkmal         | Steinerner Torbogen, darauf vier Steinpfeiler mit Büsten von Heerführern und dazwischen eine eiserne Brüstung. Mittig ein Obelisk mit Reichsadler. Errichtet 1895 (i) als Denkmal für Gefallenen des Deutsch-Französischen Krieges 1870/71. | 30920635 | Weitere Bilder |
| Steinweg 7 53° 30′ 37″ N, 9° 43′ 47″ O            | Wohnhaus                  | Zweigeschossiges Fachwerkhaus mit steilem Mansarddach von 1760, errichtet nach dem großen Brand in Estebrügge am 5./6. Juni 1760 als Wohnhaus mit Schusterwerkstatt. Vordergiebel 1884 (i) als Putzgiebel neu errichtet. Zeitgenössische einflügelige Haustür erhalten. | 38010929 |                |

## Gehrden

### Gruppe: Hofanlage Gehrden 41
Die Gruppe hat die ID 30899787. Hofanlage auf einer typischen, rechtwinklig zur Straße angeordneten, schmalen Marschhufe, bestehend aus einem Wohn-/Wirtschaftsgebäude in Fachwerk, dessen Wirtschaftsteil auf den Hof und die landwirtschaftliche Fläche ausgerichtet ist, sowie einem dahinter liegenden massiven Wirtschaftsgebäude des späten 19. Jahrhunderts.

| Lage                                   | Bezeichnung               | Beschreibung | ID       | Bild |
| -------------------------------------- | ------------------------- | --- | -------- | ---- |
| Gehrden 41 53° 32′ 45″ N, 9° 39′ 25″ O | Wohn-/ Wirtschaftsgebäude | Eingeschossiger giebelständiger Fachwerkbau mit Backsteinausfachung unter reetgedecktem Satteldach mit einseitigem Walm über dem rückwärtigen Wirtschaftsgiebel. Wohnteil zur Straße hin ausgerichtet, in Vierständerbauweise mit dreifach vorkragendem Straßengiebel. Wirtschaftsteil breiter, an beiden Traufseiten vorspringend, mit Kübbungen. | 30921266 |      |
| Gehrden 41 53° 32′ 46″ N, 9° 39′ 24″ O | Wirtschaftsgebäude        | Eingeschossiger Sichtbacksteinbau des späten 19. Jahrhunderts mit steilem Satteldach, giebelständig hinter dem Haupthaus angeordnet. | 30921344 | BW   |

### Einzelbaudenkmale
| Lage                                   | Bezeichnung               | Beschreibung | ID       | Bild |
| -------------------------------------- | ------------------------- | --- | -------- | ---- |
| Gehrden 81 53° 32′ 56″ N, 9° 38′ 52″ O | Wohn-/ Wirtschaftsgebäude | Giebelständiger Zweiständer-Fachwerkbau mit Backsteinausfachung unter reetgedecktem Satteldach. Wohnteil zur Straße hin ausgerichtet. Wirtschaftsteil breiter, an beiden Traufseiten vorspringend. Straßengiebel dreifach vorkragend, im Erdgeschoss kräftige Hauptständer mit beidseitigen Kopf- und Fußbügen. Vielfältige Zierausfachungen. Aufwendig gestaltete sogenannte Brauttür mittig im Wohngiebel, mit inschriftlicher Datierung im Oberlicht. An der Südwestseite traufseitiger zurückgesetzter Eingang hinter pfeilerartig geschnitzten Ständern unter kleinem Zwerchgiebel. Errichtet 1716 (i), Wirtschaftsteil 1864 verlängert. | 30921288 |      |

## Hove/Königreich

### Gruppe: Königreicher Straße 88
Die Gruppe hat die ID 30900325. Der „Hof Stölken“ besteht aus einem Wohn-/Wirtschaftsgebäude und einem Stall sowie der Hofpflasterung und den Gärten mit Baumbestand und Entwässerungszügen.

| Lage                                               | Bezeichnung               | Beschreibung | ID       | Bild |
| -------------------------------------------------- | ------------------------- | --- | -------- | ---- |
| Königreicher Straße 88 53° 31′ 46″ N, 9° 44′ 22″ O | Wohn-/ Wirtschaftsgebäude | Großes Hallenhaus in Zweiständerbauweise aus Fachwerk mit Backsteinausfachung, unter reetgedecktem Satteldach, am Wirtschaftsgiebel mit Walm. Hier Einfahrt mit Vorschauer. Wohngiebel dreifach vorkragend auf zierlichem Stichgebälk. Errichtet 1820 (i). Erneuerung des zurückspringenden Eingangs mit zwei eingestellten Säulen und einem vierteiligen Türelement um 1880.                                  | 30922289 | BW   |
| Königreicher Straße 88 53° 31′ 47″ N, 9° 44′ 20″ O | Stall                     | Ehemaliger Fachwerkbau unter reetgedecktem Satteldach, errichtet nach 1820, dabei Wiederverwendung von Teilen des Haupthauses von 1609 als Innengerüst. Außenwände vermutlich in den 1930er Jahren massiv erneuert, zeitgleich Einbau einer Werkstatt und eines Schweinestalls; auch der im rechten Winkel anschließende massiv aus Backstein errichtete Stallteil entstammt dieser Zeitschicht.               | 36829823 | BW   |
| Königreicher Straße 88 53° 31′ 45″ N, 9° 44′ 18″ O | Scheune                   | Zur Straße giebelständiges Gebäude mit Holzverschalung, unter reetgedecktem Satteldach, am Westgiebel mit Halbwalm. Östlicher Giebel zweifach über Knaggen vorkragend. Errichtet in der zweiten Hälfte des 17. Jahrhunderts (nach 1640), das Tor stammt aus dieser Zeit. Östliche Giebelseite um 1860 um einen Wagenschauer erweitert, westliche Giebelseite um 1900 um eine Remise, Verbohlung z.T. erneuert. | 30923435 | BW   |
| Königreicher Straße 88 53° 31′ 46″ N, 9° 44′ 22″ O | Obstgarten                | Die Außenanlagen der Hofstelle bestehen aus mehreren Obstgärten mit altem Baumbestand sowie den dazugehörigen Entwässerungszügen. | 36830007 | BW   |
| Königreicher Straße 88 53° 31′ 46″ N, 9° 44′ 22″ O | Hofpflasterung            | Hofpflasterung aus Lesesteinen nordwestlich des Wohn-/Wirtschaftsgebäudes und die Einfahrt entlang bis zur Mündung in die Königreicher Straße. | 36830096 | BW   |

### Gruppe: Hofanlage Leeswig 35 und 39
Die Gruppe hat die ID 30899656. Die ehemals gemeinsame Hofanlage besteht aus einem Wohn-/Wirtschaftsgebäude, einem ehemaligen Altenteiler (Wohnhaus) und einem Nebengebäude.

| Lage                                   | Bezeichnung               | Beschreibung | ID       | Bild |
| -------------------------------------- | ------------------------- | --- | -------- | ---- |
| Leeswig 35 53° 31′ 57″ N, 9° 44′ 57″ O | Wohnhaus                  | Giebelständiges eingeschossiges Backsteingebäude unter schiefergedecktem Satteldach. Vollständig unterkellert. Symmetrisch aufgebaute Straßenfassade mit mittigem zweigeschossigem Eingangsrisalit unter eigenem Satteldach, darin im Erdgeschoss eine dreibogige Loggia mit zwei eingestellten Säulen, zurückliegend der Eingang mit zeitgenössischer zweiflügeliger Eingangstür. Sämtliche Öffnungen sind rundbogig und mit Putzgliederungen gestaltet, die Ecken, Trauf- und Ortganglinien sind durch Putzapplikationen hervorgehoben. Erbaut 1878 (i). Im Inneren zeitgenössische Türen, Treppe und Stuckelemente erhalten. | 30922383 |      |
| Leeswig 35 53° 31′ 58″ N, 9° 44′ 57″ O | Scheune                   | Eingeschossiger Backsteinbau im rückwärtigen Grundstücksbereich, unter Satteldach, am Nordende mit Halbwalm. Gusseiserne zeitgenössische Fenster. Eine Längseinfahrt. Erbaut um 1900. | 30922403 |      |
| Leeswig 39 53° 31′ 57″ N, 9° 45′ 0″ O  | Wohn-/ Wirtschaftsgebäude | Giebelständig zum Deich stehendes Hallenhaus, 1804 (i) in Fachwerk mit Backsteinausfachung errichtet, bereits 1859 der Wohnteil massiv in Backstein erneuert. Beide Gebäudeteile unter Reetdach, am Wohnteil in Satteldachform, am Wirtschaftsgiebel mit einem Halbwalm. Wohngiebel verputzt und mit Gesimsen horizontal gegliedert, zudem im Obergeschoss segmentbogige Fenster von Putzprofilen begleitet sowie Betonung des Ortganges. | 30922425 |      |

### Einzelbaudenkmale
| Lage                                                | Bezeichnung               | Beschreibung | ID       | Bild |
| --------------------------------------------------- | ------------------------- | --- | -------- | ---- |
| Domänenweg 5 53° 31′ 24″ N, 9° 46′ 41″ O            | Seehof                    | Giebelständiger Fachwerkbau mit Backsteinausfachung unter reetgedecktem Satteldach, mit dem Wohnteil zur Straße ausgerichtet. Straßengiebel vierfach auskragend. Wirtschaftsteil breiter durch zusätzliche Kübbungen, beidseitig an den Traufseiten vorspringend. Wirtschaftsgiebel massiv in Sichtbackstein mit Gliederung durch Lisenen und Ortganggesims. Hauptgebäude der ehemaligen Königs- und Staatsdomäne Seehof.                                                | 30920703 | BW   |
| Estedeich 17 53° 31′ 19″ N, 9° 43′ 52″ O            | Wohnhaus                  | Giebelständig zum Deichweg ausgerichtetes Fachwerkgebäude mit Backsteinausfachung, unter reetgedecktem Walmdach, am Westgiebel mit Halbwalm, am Ostgiebel mit Vollwalm. Symmetrisch aufgebaute Westfassade. Errichtet im 19. Jahrhundert als Landarbeiterhaus. | 30922171 | BW   |
| Groß Hove 2 53° 31′ 9″ N, 9° 43′ 52″ O              | Wohn-/ Wirtschaftsgebäude | Giebelständiger Vierständer-Fachwerkbau mit Backsteinausfachung unter reetgedecktem Satteldach mit einseitigem Steilwalm über dem Wirtschaftsgiebel. Ausrichtung des Wohnteils zur Straße. Wirtschaftsteil breiter durch zusätzliche Kübbungen, an beiden Traufseiten vorspringend. Straßengiebel vierfach vorkragend über profilierten Stichbalkenköpfen. | 30920741 |      |
| Groß Hove 12 53° 31′ 13″ N, 9° 43′ 55″ O            | Wohnhaus                  | Eingeschossiger traufständiger Fachwerkbau mit Backsteinausfachung auf Backsteinsockel unter Krüppelwalmdach. Giebeltrapeze leicht vorkragend über profilierten Stichbalkenköpfen. Traufseitige mittige Erschließung. | 30920758 |      |
| Groß Hove 149 53° 31′ 49″ N, 9° 45′ 48″ O           | Wohn-/ Wirtschaftsgebäude | Direkt hinter dem Deich stehender giebelständiger Zweiständer-Fachwerkbau mit Backsteinausfachung unter reetgedecktem Satteldach mit einseitigem Walm über dem rückwärtigen Giebel. Ostgiebel zweifach vorkragend über Stichgebälk auf einfachen Knaggen. | 30920877 | BW   |
| Groß Hove 172 53° 31′ 31″ N, 9° 46′ 24″ O           | Wohn-/ Wirtschaftsgebäude | Zweiständer-Fachwerkbau mit Backsteinausfachung unter reetgedecktem Walmdach, über dem deichseitigen Giebel mit Halbwalm. Giebelständig zum Deich errichtet. Asymmetrische Anordnung der Hauptständerreihen, am Nordwestgiebel mit beidseitigen kräftigen Kopfbügen. Außenwände zum Teil massiv ersetzt. Inschrift am Hauptbalken. Inschriftliche Datierung am Türsturz „ANNO 1733“.                                                                                     | 30920894 | BW   |
| Hinterbrack 5 53° 32′ 43″ N, 9° 45′ 58″ O           | Wohn-/ Wirtschaftsgebäude | Eingeschossiger giebelständiger Fachwerkbau mit Backsteinausfachung unter reetgedecktem Satteldach. Straßengiebel dreifach vorkragend über Stichbalken und gerundeten Füllhölzern. Mehrfach umgebaut, im 19. Jahrhundert Wirtschaftsteil in Massivbauweise verlängert und Straßengiebel im Erdgeschoss erneuert. Brauttür aus dieser Umbauphase mit inschriftlicher Datierung „Anno 1836“ erhalten.                                                                      | 30919086 | BW   |
| Hinterbrack 7b 53° 32′ 45″ N, 9° 45′ 39″ O          | Ehemaliger Gasthof Giese  | Eingeschossige giebelständige Kate, teilweise in Fachwerk mit hohem Backsteinsockel unter reetgedecktem Satteldach mit einseitigem Walm über dem rückwärtigen Wirtschaftsgiebel. Errichtet im 18. Jahrhundert, Wirtschaftsteil wohl im 19. Jahrhundert massiv ersetzt. Gaststube mit Innenausstattung aus der Zeit um 1850. Heute als Wohnhaus genutzt. | 30919107 | BW   |
| Hinterbrack 20 53° 32′ 40″ N, 9° 44′ 39″ O          | Wohn-/ Wirtschaftsgebäude | Eingeschossiger Sichtbacksteinbau unter reetgedecktem Satteldach, giebelständig zur Hofzufahrt von der Wellenstraße. Architektonische Form angelehnt an den Bautyp eines Zweiständer-Fachwerkhallenhauses. Giebeldreieck über dem Wohnteil in Fachwerk, dreifach auskragend. Wirtschaftsgiebel mit Gesims- und Lisenengliederung, teils mit farblich abgesetzten, verputzten Rücklagen.                                                                                  | 30919127 | BW   |
| Klein Hove 21 53° 30′ 59″ N, 9° 43′ 42″ O           | Wohn-/ Wirtschaftsgebäude | Giebelständiger Zweiständer-Fachwerkbau mit Backsteinausfachung unter reetgedecktem Satteldach mit einseitigem Walm über dem Wirtschaftsgiebel. Wohnteil zur Straße hin ausgerichtet. Symmetrischer Wohngiebel im 19. Jahrhundert erneuert, dreifach vorkragend über profilierten Stichbalken. Mittige zweiflügelige Eingangstür mit reich verziertem Oberlicht von 1930 (i). Wirtschaftsteil breiter, beide Traufseiten vorspringend. Wirtschaftsgiebel mit Vorschauer. | 30920913 |      |
| Klein Hove 35 53° 30′ 52″ N, 9° 43′ 40″ O           | Wohn-/ Wirtschaftsgebäude | Giebelständiger Vierständer-Fachwerkbau mit Backsteinausfachung auf Backsteinsockel unter reetgedecktem Satteldach mit einseitigem Walm über dem Wirtschaftsgiebel. Wohngiebel zur Straße hin ausgerichtet, symmetrisch gestaltet, dreifach vorkragend über profilierten Stichbalken. Mittige, zurückgesetzte Eingangstür hinter Durchgang mit profilierten Knaggen. | 30920931 |      |
| Kohlenhusen 23 53° 32′ 15″ N, 9° 43′ 7″ O           | Wohn-/ Wirtschaftsgebäude | An einer kurzen Stichstraße südlich des Deiches gelegener freistehender Zweiständer-Fachwerkbau mit Backsteinausfachung unter reetgedecktem Satteldach mit einseitigem Walm über dem Wirtschaftsgiebel. Wirtschaftsteil ohne Einfahrtstor, ursprünglich mit Stallnutzung. Zwerchhaus mit Ladeluke unter Satteldach in der östlichen Dachfläche. Symmetrischer Wohngiebel ohne Vorkragung.                                                                                | 30919436 | BW   |
| Königreicher Straße 14b 53° 31′ 15″ N, 9° 43′ 47″ O | Wohn-/ Wirtschaftsgebäude | Zum Deich giebelständiger Zweiständerbau in Fachwerk mit Backsteinausfachung, unter reetgedecktem Satteldach. Errichtet 1778 (i). Wirtschaftsteil um 1900 größtenteils massiv in Backstein erneuert, um 1960 zum Obstlager umgebaut. Wohngiebel mit vierfacher Vorkragung über kräftigen profilierten Knaggen, zahlreiche Inschriften in den Balken, Brauttür von 1840 (Inschrift: Quast 1840") erhalten.                                                                | 30922206 |      |
| Königreicher Straße 70b 53° 31′ 39″ N, 9° 44′ 5″ O  | Stall                     | Eingeschossiger Fachwerkbau mit Backsteinausfachung, unter Satteldach in Reetdeckung, am Nordostgiebel mit Halbwalm. Errichtet als Schweinestall im 19. Jahrhundert. | 30922250 | BW   |
| Königreicher Straße 80 53° 31′ 40″ N, 9° 44′ 13″ O  | Wohn-/ Wirtschaftsgebäude | Zum Deich giebelständiger Zweiständerbau in Fachwerk mit Backsteinausfachung, unter reetgedecktem Satteldach, am Wirtschaftsgiebel mit Walm. Wohngiebel schwach vorkragend über zierlichen Konsolen, symmetrischer Fassadenaufbau, erhaltene einflügelige zeitgenössische Brauttür. Errichtet um 1820. | 30922271 | BW   |
| Leeswig 23 53° 31′ 59″ N, 9° 44′ 47″ O              | Wohn-/ Wirtschaftsgebäude | Giebelständiger eingeschossiger Fachwerkbau mit Backsteinausfachung unter reetgedecktem Satteldach mit einseitigem Walm über dem Wirtschaftsgiebel. Symmetrischer Wohngiebel ohne Stichgebälk dreifach leicht vorkragend. Mittige zweiflügelige Brauttür mit Oberlicht. Wirtschaftsteil breiter, an beiden Traufseiten vorspringend, teilweise massiv ersetzt. | 30922326 |      |

## Jork

### Gruppe: Ortskern Jork
Die Gruppe hat die ID 30899499. Gruppe aus Gebäuden des 17. bis 20. Jahrhunderts, die den Ortskern von Jork rings um die auf einer Wurt gelegene St.-Matthias-Kirche bilden. Ursprünglich ganz von Wasser umflossene Kirchwurt, noch heute westlich von der Jorker Hauptwettern tangiert, parallel dazu geführter Straßenzug „Am Fleet“. Ursprünglich außerdem von West nach Ost verlaufenden Fleet, der sich im Verlauf der heutigen Straßen Westerjork und Osterjork befand. Nördlich der Kirchenwurt Straßenzug „Bürgerei“, ehemalige Durchgangsstraße von Mittelnkirchen nach Estebrügge, später von Stade nach Francop, heute verkehrsberuhigt durch Verlegung der Landesstraße nach Norden in den Bereich des früheren Osterjorker Fleets. Beidseitig bebaut in unregelmäßiger Anordnung mit Fachwerkbauten des 17. bis 20. Jahrhunderts in typischer Altländer Farbigkeit. Nördliche Bauflucht dieser Straße 1932 durch Umsetzung des Hauses Bürgerei 7 begradigt.

| Lage                                            | Bezeichnung          | Beschreibung | ID       | Bild           |
| ----------------------------------------------- | -------------------- | --- | -------- | -------------- |
| Am Fleet 1 53° 31′ 57″ N, 9° 40′ 51″ O          | Wohn-/ Geschäftshaus | Zweigeschossiger Fachwerkbau mit Backsteinausfachung, unter pfannengedecktem flachem Krüppelwalmdach, errichtet in der ersten Hälfte des 19. Jahrhunderts. Jüngerer Anbau in Backstein nach Süden. | 30920975 |                |
| Am Fleet 7 53° 31′ 56″ N, 9° 40′ 50″ O          | Zigarrenmacherhaus   | Pavillonartiger eingeschossiger Bau auf schmalem Grundstück zwischen Straße und Jorker Hauptwettern. Traufständig zur Straße stehend, aus Fachwerk mit Backsteinausfachung, unter pfannengedecktem Walmdach. Errichtet im 19. Jahrhundert als Geschäftshaus des Zigarrenmachers Jacob Feindt mit Mansarddach. 1929 im Auftrag des Kaufmanns Hinrich Gründahl umgestaltet und umgenutzt, hierbei Änderung des Daches und Einbau von Schaufenstern. | 30921015 |                |
| Am Fleet 10 53° 31′ 56″ N, 9° 40′ 48″ O         | Wohn-/ Geschäftshaus | Zweigeschossiger, traufständiger Fachwerkbau, unter pfannengedecktem Krüppelwalmdach. Erdgeschoss durch Einbau von großflächigen Schaufenstern überformt. Errichtet im 19. Jahrhundert. | 30921071 |                |
| Am Fleet 14 53° 31′ 54″ N, 9° 40′ 48″ O         | Gasthaus             | Eingeschossiger giebelständiger Fachwerkbau unter ziegelgedecktem Mansarddach mit einseitigem Krüppelwalm über dem rückwärtigen Giebel. Straßenseitiger Giebel dreifach vorkragend, über dem Erdgeschoss mit profilierten Knaggen, mit regelmäßiger Doppelstielkonstruktion. Erdgeschosswände teils massiv in Sichtbackstein ersetzt. Rückwärtiger Giebel im Dachgeschoss mit Schieferbehang. Im 18. und 19. Jahrhundert als Brauerei mit Gastwirtschaft genutzt, gemeinsam mit rechtwinklig angebautem Nebengebäude. Inschrift mit Datierung einer Renovierung 1765 über der Eingangstür im Südgiebel. | 30921109 |                |
| Am Fleet 14 53° 31′ 55″ N, 9° 40′ 48″ O         | Nebengebäude         | Annähernd im rechten Winkel an das Hauptgebäude der ehemaligen Gastwirtschaft Am Fleet 14 angebautes Nebengebäude. Eingeschossig, mit Satteldach. Größtenteils massiv in Sichtbackstein, Straßenfassade in Fachwerk mit Backsteinausfachung. Ladeluke im zweiten Dachgeschoss, darüber Kranausleger. Außermittiges Einfahrtstor im Erdgeschoss, mit teilverglaster zweiflügeliger Tür. | 50632709 |                |
| Bürgerei 3 53° 31′ 58″ N, 9° 40′ 52″ O          | Wohn-/ Geschäftshaus | Zweigeschossiger giebelständiger Bau unter Satteldach mit massivem Erdgeschoss in Sichtbackstein und Fachwerk-Obergeschoss. | 30921164 |                |
| Bürgerei 4 53° 31′ 57″ N, 9° 40′ 52″ O          | Wohn-/ Geschäftshaus | Aus zwei Baukörpern bestehender Fachwerkbau. Südlich der ältere Teil als eingeschossiger giebelständiger Bau unter Satteldach mit dreifach vorkragendem Giebel und seitlicher Utlucht, wohl aus dem 18. Jahrhundert. Nördlich jüngerer Teil giebelständig zur Straße, als eingeschossiger Fachwerkbau mit Backsteinausfachung unter Mansarddach, Giebel vierfach vorkragend, wohl aus der ersten Hälfte des 19. Jahrhunderts. | 30921182 |                |
| Bürgerei 6 53° 31′ 57″ N, 9° 40′ 53″ O          | Wohnhaus             | Traufständiger zweigeschossiger Fachwerkbau mit Backsteinausfachung auf Backsteinsockel unter ziegelgedecktem Satteldach. Obergeschoss traufseitig auskragend, Giebel vierfach auskragend über Stichbalken mit profilierten Knaggen und gerundeten Füllhölzern. Ständerachsen im Erd- und Obergeschoss abweichend. Zierausfachungen. | 30921202 |                |
| Bürgerei 6 53° 31′ 56″ N, 9° 40′ 54″ O          | Scheune              | Traufständiger Fachwerkbau mit Backsteinausfachung unter ziegelgedecktem Halbwalmdach. Giebel einfach vorkragend. Außermittige Längseinfahrt. | 30923524 |                |
| Bürgerei 7 53° 31′ 57″ N, 9° 40′ 52″ O          | Portausches Haus     | Zweigeschossiger traufständiger Fachwerkbau mit Backsteinausfachung unter ziegelgedecktem Satteldach. Obergeschoss an drei Seiten vorkragend über profilierten Knaggen mit gerundeten Füllhölzern. Giebeldreiecke nochmals zweifach vorkragend. Straßenseitig außermittiger zweiachsiger Erker im Obergeschoss unter durchlaufender Trauflinie. Ursprünglich Gerichtsgebäude, seit 1773 Wohnhaus. 1932 im Zuge einer Straßenverbreiterung um einige Meter quer zur Firstrichtung verschoben, dabei auch Verlegung des zuvor unter dem Erker befindlichen Eingangs. | 30921225 |                |
| Bürgerei 8 53° 31′ 57″ N, 9° 40′ 54″ O          | Wohnhaus             | Eingeschossiger traufständiger Fachwerkbau mit Backsteinausfachung auf hohem Backsteinsockel unter ziegelgedecktem Satteldach. Zweiachsiges Zwerchhaus mittig in der straßenseitigen Dachfläche. Westgiebel zweifach vorkragend über Stichgebälk auf profilierten Knaggen und mit gerundeten Füllhölzern. Dach an der Südseite über Anbau mit niedrigerer Traufhöhe abgeschleppt. | 30921246 |                |
| Schützenhofstraße 1 53° 31′ 55″ N, 9° 40′ 51″ O | St. Matthias         | Saalkirche aus Backstein mit dreiseitigem Ostabschluss. Die Grundmauern spätgotisch, das Schiff 1664, die Ostteile 1709 neu aufgeführt, die Westwand vom Anfang des 20. Jahrhunderts. Vor der Südwand ein freistehender Glockenturm von 1685. Das Äußere der Kirche durch Strebepfeiler und große Rundbogenfenster gegliedert, unter der Traufe ein hölzernes Gesims auf Konsolen. Das Innere von einer segmentbogigen Holztonne überspannt. Im Westen zwischen den Längswänden eingespannt die doppelgeschossige, um 1709 errichtete Westempore; darauf die bis unter das Gewölbe reichende Orgel mit Rückpositiv, 1678-1679 von Arp Schnittger, das Werk 1914 total erneuert, die alten Prospektpfeifen seitdem stumm. Pastorenbildnisse, um 1715 und 1747. Außen an der Kirche mehrere Grabplatten des 17. und 18. Jahrhunderts. | 30921632 | Weitere Bilder |
| Schützenhofstraße 1 53° 31′ 54″ N, 9° 40′ 50″ O | Glockenturm          | Freistehender Fachwerk-Glockenturm auf annähernd quadratischem Grundriss mit stark geböschten, verbretterten Wänden. Hoher Pyramidenhelm auf quadratischem Grundriss mit achteckiger, verjüngter Spitze in Schieferdeckung, mit außen hängender Glocke an der Westseite. Wetterfahne mit inschriftlicher Datierung 1685. | 30921652 |                |

### Gruppe: Hofanlagen Westerjork
Die Gruppe hat die ID 30899540. Gruppe aus vier Wohn-/Wirtschaftsgebäuden des 18. und 19. Jahrhunderts in Zweiständer-Bauweise beiderseits der Straße Westerjork, mit zwei zugehörigen Scheunen auf den Hofanlagen 45 und 48.

| Lage                                     | Bezeichnung               | Beschreibung | ID       | Bild |
| ---------------------------------------- | ------------------------- | --- | -------- | ---- |
| Westerjork 45 53° 32′ 4″ N, 9° 40′ 24″ O | Wohn-/ Wirtschaftsgebäude | Giebelständiger Zweiständer-Fachwerkbau mit Backsteinausfachung auf hohem Backsteinsockel unter reetgedecktem Satteldach mit einseitigem Walm über dem Wirtschaftsgiebel. Wohngiebel zur Straße ausgerichtet, dreifach auskragend, symmetrisch, mit regelmäßiger Doppelstiel-Anordnung und Fußstreben an den Giebelsparren; Firstpfahl. Wirtschaftsgiebel ebenfalls symmetrisch, mit mittigem Einfahrtstor, darüberliegender Ladeluke und seitlichen Nebentüren. | 30921765 |      |
| Westerjork 45 53° 32′ 3″ N, 9° 40′ 24″ O | Scheune                   | Giebelständiger Sichtbacksteinbau, seitlich hinter dem Haupthaus zurückgesetzt, unter reetgedecktem Satteldach mit einseitigem Halbwalm über dem rückwärtigen Giebel. Vordergiebel symmetrisch, mit Geschoss- und Ortganggesims, mittiger Eingangstür und rundbogigen Gusseisenfenstern. Inschriftliche Datierung „1870“ in Form von Ankerziffern in Höhe der Dachbalkenlage.                                                                                    | 30921785 | BW   |
| Westerjork 47 53° 32′ 4″ N, 9° 40′ 22″ O | Wohn-/ Wirtschaftsgebäude | Giebelständiger Zweiständer-Fachwerkbau mit Backsteinausfachung auf Backsteinsockel unter reetgedecktem Satteldach mit einseitigem Walm über dem Wirtschaftsgiebel. Wohngiebel zur Straße ausgerichtet, symmetrisch, dreifach leicht vorkragend ohne Stichbalken. Inschriftliche Datierung „Anno 1824“ an der Westfassade. | 30921805 |      |
| Westerjork 48 53° 32′ 5″ N, 9° 40′ 23″ O | Wohn-/ Wirtschaftsgebäude | Giebelständiger Zweiständer-Fachwerkbau mit Backsteinausfachung unter reetgedecktem Satteldach mit einseitigem Walm über dem Wirtschaftsgiebel mit Vorschauer. Wohngiebel zur Straße ausgerichtet, mit Firstpfahl, zweifach vorkragend über Stichbalken auf profilierten Knaggen und mit gerundeten Füllhölzern. | 30921823 |      |
| Westerjork 48 53° 32′ 5″ N, 9° 40′ 22″ O | Scheune                   | Eingeschossiger giebelständiger Fachwerkbau mit Backsteinausfachung unter reetgedecktem Satteldach mit einseitigem Walm über dem rückwärtigen Giebel. | 30921844 |      |
| Westerjork 49 53° 32′ 4″ N, 9° 40′ 20″ O | Kohlmeiersches Haus       | Giebelständiger Zweiständer-Fachwerkbau mit Backsteinausfachung unter reetgedecktem Satteldach. Symmetrischer Straßengiebel dreifach vorkragend mit geschnitzten Knaggen. Zweiflügelige Hauseingangstür mit Oberlicht. Nach einem Brand des Vorgängerbaus auf diesem Grundstück im Jahr 1823 vom westlichen Ortsrand von Jork an den heutigen Standort transloziert. Heute museale Nutzung.                                                                      | 30921864 |      |

### Einzelbaudenkmale
| Lage                                             | Bezeichnung                 | Beschreibung | ID       | Bild |
| ------------------------------------------------ | --------------------------- | --- | -------- | ---- |
| Am Gräfengericht 2 53° 31′ 59″ N, 9° 40′ 52″ O   | Von Harenscher Hof, Rathaus | Ein- bis zweigeschossiger Fachwerkbau mit Backsteinausfachung in Ecklage auf T-förmigem Grundriss unter Satteldächern. Zweigeschossiger Westflügel traufständig zur Straße Am Gräfengericht, Obergeschoss und Giebel jeweils vorkragend, teils mit geschnitzten Knaggen. Unterschiedliche Traufhöhen nördlich und südlich des zweiachsigen Zwerchhauses in der westlichen Dachfläche. Ostflügel rechtwinklig angebaut als Zweiständerkonstruktion, eingeschossig, unter Satteldach. Bei einem Umbau 1963 um zwei Drittel gekürzt und 1974-1980 neu errichtet, mit transloziertem Wirtschaftsgiebel vom abgebrochenen Haus Westerjork 55. Torsturz mit inschriftlicher Datierung 1783 als Spolie vom ursprünglichen Wirtschaftsgiebel des Herrenhauses. | 30921127 |      |
| Am Gräfengericht 7 53° 32′ 0″ N, 9° 40′ 51″ O    | Wohn-/ Geschäftshaus        | Zweigeschossiger giebelständiger Fachwerkbau mit Backsteinausfachung unter Satteldach. Obergeschoss giebel- und traufseitig leicht vorkragend mit geschnitzten Knaggen. Straßengiebel in Zierfachwerk mit wandhohen Andreaskreuz-Streben sowie kleineren Kreuzstreben in den Brüstungsfeldern unter den Fenstern. | 30921147 |      |
| Am Kirchhof 11 53° 31′ 54″ N, 9° 40′ 53″ O       | Wohn-/ Geschäftshaus        | Wohn- und Geschäftshaus als Eckhaus, bestehend aus zweigeschossigem Massivbau unter Satteldach, giebelständig zur Schützenhofstraße sowie eingeschossigem Fachwerkbau unter Satteldach, giebelständig zum Kirchhof, mit traufständigem zweigeschossigem Anbau. Älteres Sandsteinrelief an der Südfassade des Fachwerkbaus unterhalb der Traufe. Fachwerkgiebel dreifach auskragend, mit Ladeluke und Kranausleger. | 30921691 |      |
| Schützenhofstraße 2 53° 31′ 53″ N, 9° 40′ 50″ O  | Organistenhaus              | Eingeschossiger giebelständiger Sichtbacksteinbau unter ziegelgedecktem Halbwalmdach. Zurückhaltende Fassadengliederung durch Eckpilaster und Traufgesimse. Straßenseitiger, der Kirche zugewandter Giebel mit zwei Türöffnung mit Sandsteinrahmungen. | 30921672 |      |
| Schützenhofstraße 13 53° 31′ 53″ N, 9° 40′ 55″ O | Wohnhaus                    | Eingeschossiger Fachwerkbau mit Backsteinausfachung unter pfannengedecktem Walmdach in Ecklage, giebelständig zur Schützenhofstraße. Zurückgesetzter Eingang am Südgiebel. Beide Giebelseiten symmetrisch gestaltet, jeweils mit mittiger Eingangstür. | 30921731 |      |
| Westerminnerweg 4 53° 31′ 53″ N, 9° 40′ 45″ O    | Scheune                     | Langgestreckter Vierständer-Fachwerkbau mit Backsteinausfachung auf Backsteinsockel unter Walmdach. Mittige Längsdurchfart, Giebel zweifach leicht vorkragend. Inschrift mit Datierung am Torsturz des Südgiebels. | 30921962 |      |
| Jorkerfelde 2 53° 31′ 51″ N, 9° 40′ 46″ O        | Wohnhaus                    | Eingeschossiger Fachwerkbau in Ecklage mit Backsteinausfachung auf hohem Backsteinsockel unter ziegelgedecktem Satteldach. Traufständig zur Straße Jorkerfelde, hier mit außermittigem hohen Zwerchhaus unter Satteldach. Nordgiebel zum Westerminnerweg dreifach vorkragend. Haupt- und Zwerchgiebel jeweils mit Firstpfahl. Inschriftliche Datierung am Nordgiebel. | 30921308 |      |
| Jorkerfelde 53° 31′ 44″ N, 9° 40′ 38″ O          | Gefallenendenkmal           | Mehrteiliges Monument für die Gefallenen der beiden Weltkriege: Gestufter Obelisk für die 33 Gefallenen des Ersten Weltkrieges der Gemeinde Ladekop, eine runde Säule mit aufgesetzten Kreuz für die 60 Gefallenen aus Jork. Errichtet um 1920. Nach 1945 ergänzt um elf aufrecht stehende Steintafeln mit den Namen der über 200 Gefallenen des Zweiten Weltkrieges. | 30921327 |      |
| Osterjork 18 53° 31′ 56″ N, 9° 40′ 57″ O         | Wohnhaus                    | Eingeschossiger giebelständiger Fachwerkbau mit Backsteinausfachung unter Mansarddach mit einseitigem Krüppelwalm am hofseitigen Giebel. Symmetrischer, dreifach vorkragender Straßengiebel mit Doppelständern und Firstpfahl. Mittige zweiflügelige Eingangstür mit Oberlicht und inschriftlicher Datierung. | 30921365 |      |
| Osterjork 20 53° 31′ 55″ N, 9° 40′ 59″ O         | Wohnhaus                    | Eingeschossiger traufständiger Sichtbacksteinbau unter Mansard-Halbwalmdach mit breitem vierachsigen Zwerchhaus unter Satteldach in der straßenseitigen Dachfläche. Annähernd symmetrische Nordfassade mit mittiger, von zwei schmalen Fenstern begleiteter, zweiflügeliger Eingangstür mit Oberlicht. Östlich der Tür vier, westlich drei Fensterachsen. Zwerchgiebel leicht vorkragend. Östliches Giebeltrapez in Fachwerk ebenfalls vorkragend. | 30921384 |      |
| Osterjork 45 53° 31′ 53″ N, 9° 41′ 15″ O         | Wohn-/Wirtschaftsgebäude    | Giebelständiger Zweiständer-Fachwerkbau mit Backsteinausfachung unter reetgedecktem Satteldach mit einseitigem Halbwalm am hofseitigen Giebel. Straßengiebel vierfach vorkragend mit geschnitzten Knaggen und gerundeten Füllhölzern. Dreiachsiges Zwerchhaus mit zweifach vorkragendem Giebel unter Satteldach außermittig an der östlichen Traufseite, 1936 in angepasster Gestaltung nachträglich errichtet. | 30921401 |      |
| Osterjork 52 53° 31′ 51″ N, 9° 41′ 18″ O         | Wohn-/ Wirtschaftsgebäude   | Eingeschossiger giebelständiger Fachwerkbau mit Backsteinausfachung unter Satteldach mit einseitigem Halbwalm auf der Rückseite. Einseitige Kübbung an der westlichen Traufseite. Straßengiebel zweifach leicht vorkragend, Schein-Stichbalken und Schein-Füllhölzer aus der überstehenden Schwelle herausgeschnitzt. Rückseitiger Giebel einfach vorkragend. | 30921418 |      |
| Osterjork 80 53° 31′ 47″ N, 9° 41′ 38″ O         | Altländer Pforte            | Hölzerne Toranlage des Hofs Rieper mit rundbogiger Durchfahrt und zwei seitlichen segmentbogigen Durchgängen unter gerahmten Flachrelief-Figuren. Farbig gefasst und mit Inschriften versehen. Unter ziegelgedecktem Schutzdach in Walmdachform. Inschriftliche Datierung „A.D. 1900“. Schnitzfiguren vermutlich in den 1920er Jahren ergänzt. | 30921488 | BW   |
| Osterjork 80 53° 31′ 46″ N, 9° 41′ 38″ O         | Tür                         | | 30923416 | BW   |
| Osterjork 81 53° 31′ 47″ N, 9° 41′ 42″ O         | Wohnhaus                    | Eingeschossiger giebelständiger Fachwerkbau mit Backsteinausfachung unter reetgedecktem Walmdach, am straßenseitigen Giebel mit Krüppelwalm. Straßengiebel einfach leicht vorkragend ohne Stichbalken, mit flach profilierten Zierknaggen. | 30921507 | BW   |
| Osterjork 95 53° 31′ 46″ N, 9° 41′ 48″ O         | Werkstatt                   | | 30921524 | BW   |
| Osterjork 97 53° 31′ 45″ N, 9° 41′ 52″ O         | Wohn-/ Wirtschaftsgebäude   | Giebelständiger eingeschossiger Fachwerkbau mit Backsteinausfachung unter reetgedecktem Satteldach mit einseitigem Steilwalm auf der Hofseite. Symmetrischer Straßengiebel vierfach vorkragend, mit zurückgesetztem Eingang hinter zwei Säulen sowie Zierausfachungen, erneuert in der ersten Hälfte des 20. Jahrhunderts. | 30921541 | BW   |
| Osterjork 97 53° 31′ 46″ N, 9° 41′ 51″ O         | Göpelhaus                   | Polygonaler Fachwerkbau mit Backsteinausfachung auf Backsteinsockel unter Zeltdach. Westlich neben dem Wirtschaftsteil des Hauptgebäudes gelegen. | 30921560 | BW   |
| Osterjork 102 53° 31′ 43″ N, 9° 41′ 52″ O        | Wohn-/ Wirtschaftsgebäude   | Giebelständiger Zweiständer-Fachwerkbau mit Backsteinausfachung unter reetgedecktem Satteldach. Ursprünglich mit einseitigem Steilwalm über dem rückseitigen Wirtschaftsgiebel, nachträglich zu Krüppelwalm umgebaut. Symmetrischer Straßengiebel, dreifach leicht vorkragend, ohne Stichbalken. Beidseitiger Versprung der Traufwände am Übergang vom Wohn- zum breiteren Wirtschaftsteil. | 30921579 | BW   |
| Osterjork 147 53° 31′ 33″ N, 9° 42′ 29″ O        | Wohn-/ Wirtschaftsgebäude   | Giebelständiger Zweiständer-Fachwerkbau mit Backsteinausfachung unter reetgedecktem Satteldach mit einseitigem Vollwalm am rückseitigen Wirtschaftsgiebel. Wohnteil um 1870 verputzt, Straßengiebel mit spätklassizistischen und neoromanischen Gliederungselementen sowie vermutlich um 1900 ergänztem hölzernen Verandavorbau auf massivem Kellersockel. | 30921615 |      |
| Westerjork 19 53° 32′ 0″ N, 9° 40′ 39″ O         | Dienstwohnung des Amtmannes | Zweigeschossiger traufständiger Sichtbacksteinbau auf Kellersockel unter pfannengedecktem Walmdach. Bauflucht von der Straße zurückgesetzt. Beide Traufseiten mit dreigeschossigem Mittelrisalit unter Satteldach, straßenseitig mit mittiger Eingangstür im Erdgeschoss, auf der Rückseite mit eingeschossigem altanähnlichem Anbau. Rundbogige Fenster- und Türöffnungen. Fassadengliederung durch Lisenen und Gesimse, umlaufenden Rundbogenfries sowie Zierverbände in den Brüstungsfeldern. | 30921748 |      |
| Westerjork 22 53° 32′ 2″ N, 9° 40′ 37″ O         | Wohnhaus                    | Eingeschossiges, traufständiges Fachwerkhaus mit Backsteinausfachung, unter pfannengedecktem Krüppelwalmdach. Großes Zwerchhaus in der südlichen Dachfläche unter eigenem Walmdach, mit vorgesetztem schmiedeeisernem Balkon, darunter der Hauseingang. Errichtet im 19. Jahrhundert. Rückwärtig ein jüngerer eingeschossiger Anbau in Fachwerk. | 38248389 | BW   |
| Westerjork 33 53° 32′ 1″ N, 9° 40′ 32″ O         | Tür                         | Hölzerne Brauttür mit klassizistischen Schnitzereien. Mehrfach transloziert, ursprünglich wohl aus Borstel. Inschriftliche Datierung „Anno 1797“. | 30921709 |      |
| Westerjork 65 53° 32′ 8″ N, 9° 40′ 5″ O          | Wohn-/ Wirtschaftsgebäude   | Giebelständiger Zweiständer-Fachwerkbau mit Backsteinausfachung auf Backsteinsockel unter reetgedecktem Satteldach mit einseitigem Walm über dem rückwärtigen Wirtschaftsgiebel. Straßengiebel dreifach vorkragend auf Stichgebälk, mit profilierten Knaggen und gerundeten Füllhölzern. Dachgeschosse mit regelmäßiger Fußstrebenreihung. Wirtschaftsgiebel um 1900 massiv erneuert. | 30921886 | BW   |
| Westerjork 72 53° 32′ 10″ N, 9° 40′ 0″ O         | Wohn-/ Wirtschaftsgebäude   | Giebelständiger Fachwerkbau mit Backsteinausfachung, unter reetgedecktem Satteldach, am Wirtschaftsgiebel mit Walm. Rechts und links der Grotdör zwei Anbauten aus Fachwerk mit Backsteinausfachung, unter verlängertem Walm (Vorschauer). Wohngiebel zweifach vorkragend auf profilierten Knaggen, Ausfachung hier mit Backsteinmustern gestaltet. Errichtet 1820 (i). | 30923331 | BW   |
| Westerjork 73 53° 32′ 10″ N, 9° 39′ 57″ O        | Wohn-/ Wirtschaftsgebäude   | Giebelständiger Fachwerkbau mit Backsteinausfachung, unter reetgedecktem Satteldach, am Wirtschaftsgiebel mit Halbwalm. Wohngiebel dreifach vorkragend über Knaggen, errichtet 1838 (i), hier zeitgenössische zweiflügelige Eingangstür erhalten. Wirtschaftsgiebel mit Grotdör und Backsteinmusterung in den Ausfachungen um 1910 erneuert. Das Innengefüge stammt vermutlich noch aus dem 17. Jahrhundert. | 30921903 |      |
| Westerjork 98 53° 32′ 17″ N, 9° 39′ 33″ O        | Wohn-/ Wirtschaftsgebäude   | Eingeschossiger giebelständiger Fachwerkbau mit Backsteinausfachung und massivem Straßengiebel unter reetgedecktem Satteldach mit einseitigem Walm über dem rückwärtigen Wirtschaftsgiebel. Symmetrische Straßenfassade um 1910 in Sichtbackstein errichtet, mit Lisenen- und Gesimsgliederungen und hinter Bogenstellung auf zwei Formsteinsäulen zurückgesetztem Eingang. | 30921943 | BW   |

## Ladekop

### Gruppe: Ortskern Osterladekop
Die Gruppe hat die ID 30899666. Gruppe aus drei giebelständigen Wohn-/Wirtschaftsgebäuden südlich der Straße.

| Lage                                         | Bezeichnung               | Beschreibung | ID       | Bild |
| -------------------------------------------- | ------------------------- | --- | -------- | ---- |
| Osterladekop 110 53° 30′ 49″ N, 9° 41′ 26″ O | Wohn-/ Wirtschaftsgebäude | Giebelständiger Zweiständerbau in Fachwerk mit Backsteinausfachung unter reetgedecktem Satteldach, am Wirtschaftsgiebel mit Walm. Straßenseitiger Wohngiebel im Erdgeschoss bis auf die beiden kräftigen Hauptständer mit je zwei Kopfbändern überformt, Giebel darüber zweifach vorkragend auf reich profilierten Knaggen. Obergeschosse mit kräftigen Fußbändern. Aufwändiges Schnitzwerk in den Schwellhölzern, Konsolen und Balkenköpfen, Gefache mit Mustern ausgesetzt. Errichtet 1622 (i). | 30922553 |      |
| Osterladekop 112 53° 30′ 48″ N, 9° 41′ 28″ O | Wohn-/ Wirtschaftsgebäude | Giebelständiger Zweiständerbau in Fachwerk mit Backsteinausfachung, unter reetgedecktem Satteldach, am Wirtschaftsgiebel mit Walm, hier auch Vorschauer. Errichtet in schlichtem Fachwerk der Zeit um 1850. | 30922575 |      |
| Osterladekop 114 53° 30′ 48″ N, 9° 41′ 30″ O | Wohn-/ Wirtschaftsgebäude | Giebelständiger Vierständerbau in Fachwerk mit Backsteinausfachung, unter pfannengedecktem Satteldach. Straßenseitiger Wohngiebel mit symmetrischer Gestaltung, dreifach vorkragend auf Knaggen. Eingang mittig hinter zwei Säulen und Drei-Bogen-Loggia zurückspringend. Rückwärtiger Wirtschaftsgiebel in Backstein mit Formsteingestaltung in den Gesimsen. Errichtet in der Mitte des 19. Jahrhunderts, um 1900 in Teilen überformt.                                                          | 30922593 |      |

### Gruppe: Ortskern Westerladekop
Die Gruppe hat die ID 30899676. Gruppe aus drei giebelständig mit den Wohnteilen zur Straße ausgerichteten Wohn-/Wirtschaftsgebäuden.

| Lage                                         | Bezeichnung               | Beschreibung | ID       | Bild |
| -------------------------------------------- | ------------------------- | --- | -------- | ---- |
| Westerladekop 71 53° 31′ 18″ N, 9° 39′ 26″ O | Wohn-/ Wirtschaftsgebäude | Giebelständiger Zweiständerbau aus Fachwerk mit Backsteinausfachung, unter reetgedecktem Satteldach. Straßenseitiger Wohngiebel dreifach über Knaggen vorkragend. Errichtet um 1800. Rückwärtiger Wirtschaftsgiebel und Ostfassade massiv erneuert. | 30922750 |      |
| Westerladekop 73 53° 31′ 19″ N, 9° 39′ 24″ O | Wohn-/ Wirtschaftsgebäude | Giebelständiges massives Hallenhaus aus Backstein, unter Satteldach. Straßenseitige Wohnfassade symmetrisch aufgebaut, gegliedert durch Lisenen und Gesimse. Mittiger Eingang hinter einer Dreibogenloggia mit zwei eingestellten Säulen zurückspringend, über eine zweiläufige Treppe erreichbar. Erbaut um 1900.                                                  | 30922770 |      |
| Westerladekop 77 53° 31′ 19″ N, 9° 39′ 21″ O | Wohn-/ Wirtschaftsgebäude | Giebelständiges Fachwerkhaus mit Backsteinausfachung, unter Satteldach in Pfannendeckung, am Wirtschaftsgiebel mit Halbwalm. Symmetrisch aufgebauter Wohngiebel dreifach schwach vorkragend, mittiger Eingang zurückspringend in Loggia mit zwei eingestellten Säulen. Errichtet im ausgehenden 19. Jahrhundert. Wirtschaftsgiebel und Westfassade massiv erneuert. | 30922788 |      |

### Gruppe: Ortskern Westerladekop 27-31
Die Gruppe hat die ID 30899797. Drei giebelständig zur Straße ausgerichtete Gebäude aus Fachwerk des 17. bis 19. Jahrhunderts.

| Lage                                          | Bezeichnung               | Beschreibung | ID       | Bild |
| --------------------------------------------- | ------------------------- | --- | -------- | ---- |
| Westerladekop 27 53° 31′ 11″ N, 9° 39′ 55″ O  | Wohn-/ Wirtschaftsgebäude | Giebelständiges Hallenhaus in Fachwerk mit Backsteinausfachung, unter reetgedecktem Satteldach, am Wirtschaftsgiebel mit Walm. Straßenseitiger Wohngiebel dreifach über kräftigen profilierten Knaggen vorkragend. Aufwändiger Fachwerkschmuck in Form von eingeschnitzten Rosetten in den Balkenköpfen und gebuckelten Fußstreben an den eng stehenden Stielen aller drei Obergeschosse. Errichtet 1680 (i). Der Wirtschaftsteil ist massiv in Backstein erneuert worden. | 30922611 |      |
| Westerladekop 29a 53° 31′ 12″ N, 9° 39′ 53″ O | Wohnhaus                  | Giebelständiger eingeschossiger Fachwerkbau mit Backsteinausfachung, unter Satteldach in Reetdeckung. Errichtet im 19. Jahrhundert. Nördlicher Straßengiebel massiv erneuert. | 30922633 |      |
| Westerladekop 31 53° 31′ 12″ N, 9° 39′ 51″ O  | Wohn-/ Wirtschaftsgebäude | Giebelständiges Fachwerkhaus mit Backsteinausfachung, hierbei Wohngiebel zur Straße. Wirtschaftsteil als massiver Backsteinanbau nach Süden angebaut, unter gemeinsamem Satteldach in Reetdeckung. Erbaut im 19. Jahrhundert. | 30922653 |      |

### Einzeldenkmale
| Lage                                         | Bezeichnung               | Beschreibung | ID       | Bild |
| -------------------------------------------- | ------------------------- | --- | -------- | ---- |
| Osterladekop 50 53° 30′ 58″ N, 9° 40′ 46″ O  | Wohnhaus                  | Kleines Fachwerkhaus des 19. Jahrhunderts mit Backsteinausfachung und unter steilem reetgedecktem Walmdach. | 46298559 |      |
| Osterladekop 68 53° 30′ 55″ N, 9° 40′ 59″ O  | Wohn-/ Wirtschaftsgebäude | Giebelständiger Zweiständerbau in Fachwerk mit Backsteinausfachung, unter reetgedecktem Satteldach, am Wirtschaftsgiebel mit Walm. Straßenseitiger symmetrisch gestalteter Wohngiebel dreifach über profilierten Knaggen vorkragend, Fachwerk im Erdgeschoss bis Brüstungshöhe durch massives Backsteinmauerwerk ersetzt, darüber Ständer original erhalten, Hauptständer mit kräftigen Kopfbändern. Buntmauerwerk ebenso erhalten wie historische Fenster und im ersten Obergeschoss zwei bildliche Darstellungen einer Mühle und eines Besens. Errichtet im 18. Jahrhundert. In der Westfassade eine zweiflügelige Tür des 19. Jahrhunderts erhalten; Traufseiten teilweise massiv ersetzt. | 30922482 |      |
| Osterladekop 82 53° 30′ 53″ N, 9° 41′ 8″ O   | Wohn-/ Wirtschaftsgebäude | Giebelständiges Fachwerkhaus mit Backsteinausfachung, unter reetgedecktem Satteldach, am Wirtschaftsgiebel mit Walm. Straßenseitiger Wohngiebel vierfach über Knaggen vorkragend, symmetrischer Fassadenaufbau, auffallende Doppelstielstellung. Errichtet 1849 (i). | 30922500 |      |
| Osterladekop 84 53° 30′ 53″ N, 9° 41′ 11″ O  | Wohn-/ Wirtschaftsgebäude | Giebelständiges Fachwerkhaus mit Backsteinausfachung, unter reetgedecktem Satteldach, am Wirtschaftsgiebel mit Walm. Errichtet im 19. Jahrhundert.vorkragend, symmetrischer Fassadenaufbau, auffallende Doppelstielstellung. Errichtet 1849 (i). | 30922519 |      |
| Osterladekop 91 53° 30′ 53″ N, 9° 41′ 15″ O  | Wohn-/ Wirtschaftsgebäude | Giebelständiges massives Hallenhaus aus Backstein, unter reetgedecktem Satteldach. Straßenseitiger Wohngiebel im Rundbogenstil mit Lisenen- und Gesimsgliederung, dabei symmetrisch aufgebaute Fassade mit mittigem Eingang, der hinter einer dreibogigen aus zwei Backsteinpfeilern gebildeten Loggia zurückspringt. Wirtschaftsgiebel schmucklos. Erbaut um 1890. | 30922536 |      |
| Westerladekop 37 53° 31′ 13″ N, 9° 39′ 46″ O | Wohn-/ Wirtschaftsgebäude | Giebelständiger Zweiständerbau in Fachwerk mit Backsteinausfachung, unter reetgedecktem Satteldach, am Wirtschaftsgiebel mit Walm. Hier die beiden kräftigen Hauptständer mit Kopf- und Fußstreben verstärkt. Wohngiebel dreifach über profilierten Knaggen vorkragend, Gefache mit geometrischen Mustern geschmückt, Vorschauer. Errichtet um 1700, Wohngiebel 1952 unter Beibehaltung der historischen Schmuckformen erneuert. | 30922673 |      |
| Westerladekop 55 53° 31′ 16″ N, 9° 39′ 34″ O | Wohn-/ Wirtschaftsgebäude | Giebelständiges Fachwerkhaus mit Backsteinausfachung, unter reetgedecktem Satteldach, am Wirtschaftsgiebel mit Walm. Wohngiebel zweifach schwach über die Schwellhölzer vorkragend, im Giebeldreieck auffallend kleine Gefache. Errichtet 1856 (i). | 30922710 |      |

## Lühe

### Gruppe: Lühe 36
Die Gruppe hat die ID 30899686. Hofanlage, bestehend aus einem Wohn-/Wirtschaftsgebäude, einer ehemaligen Scheune und einer das Grundstück zur Straße abschließenden Altländer Pforte.

| Lage                                | Bezeichnung               | Beschreibung | ID       | Bild |
| ----------------------------------- | ------------------------- | --- | -------- | ---- |
| Lühe 36 53° 34′ 11″ N, 9° 38′ 9″ O  | Wohn-/ Wirtschaftsgebäude | Giebelständiges Hallenhaus, straßenseitiger Wirtschaftsteil aus Fachwerk mit Backsteinausfachung und dreifach über Knaggen vorkragendem Giebel; errichtet im 18. Jahrhundert. Wohnteil massiv aus Backstein, erneuert um 1900, Wohngiebel mit Gesims- und Lisenengliederung aus Backstein. Unter gemeinsamem reetgedecktem Satteldach. | 30919472 | BW   |
| Lühe 36 53° 34′ 12″ N, 9° 38′ 9″ O  | Scheune                   | Giebelständiges Fachwerkgebäude mit Backsteinausfachung, unter ziegelgedecktem Satteldach, am Straßengiebel mit kleinem Krüppelwalm. Rückwärtiger Giebel massiv in Backstein erneuert. Errichtet im 19. Jahrhundert als Scheune. | 30919512 | BW   |
| Lühe 36 53° 34′ 12″ N, 9° 38′ 10″ O | Altländer Pforte          | Hölzerne Toranlage aus drei Ständern, unter ziegelgedecktem Walm-Schutzdach. Mit Durchfahrt und seitlichem Durchgang, darüber inschriftliche Datierung und gedrechselte Docken mit Wappen. Errichtet 1939 (i). | 30919492 | BW   |

### Einzeldenkmale
| Lage                                   | Bezeichnung          | Beschreibung | ID       | Bild |
| -------------------------------------- | -------------------- | --- | -------- | ---- |
| Lühe 21 53° 34′ 6″ N, 9° 38′ 31″ O     | Unterfeuer Mielstack | Eingeschossiges massives Wohnhaus auf Kellersockel unter Walmdach. Leuchtturm auf quadratischem Grundriss in der Nordostecke leicht vortretend. Rundes Leuchtenhaus mit Umlaufgalerie unter Kegeldach über dem dritten Massivgeschoss. Fassaden verputzt, mit Backsteingliederungen. Zweiflügelige Eingangstür mit Freitreppe an der Nordseite des Turms. Höhe des Leuchtfeuers etwa 16m über dem Boden. | 30919453 |      |
| Höhen 14 a 53° 33′ 59″ N, 9° 37′ 44″ O | Scheune              | Fachwerkgebäude des frühen 19. Jahrhunderts mit Backsteinausfachung und unter steilem Reetdach, am Südgiebel mit Halbwalm, Nordgiebel dreifach schwach vorkragend. Errichtet als Obstscheune mit gedämmten Außenwänden von 40 cm Stärke, „Klönschnack“-Türen und schmalen, vergitterten Fenstern. | 30919163 | BW   |
| Höhen 24 53° 34′ 0″ N, 9° 36′ 50″ O    | Wohnhaus             | Traufständige Fachwerkkate mit Backsteinausfachung, unter reetgedecktem Satteldach. Im Südgiebel kräftige zweifache Vorkragung auf profilierten Knaggen, in der westlichen Traufseite eine zeitgenössische zweiflügelige Hauseingangstür. Errichtet um 1800. Östliche Traufseite massiv erneuert. | 30919180 | BW   |

## Neuenschleuse

### Gruppe: Neuenschleuse 23
Die Gruppe hat die ID 30899737. Geschlossene Hofanlage mit einem in Fachwerk errichteten Haupthaus und zwei Nebengebäuden aus Backstein, die einen gepflasterten Hof umschließen. Straßenseitig eingefriedet mit Eisenzaun.

| Lage                                        | Bezeichnung               | Beschreibung | ID       | Bild |
| ------------------------------------------- | ------------------------- | --- | -------- | ---- |
| Neuenschleuse 23 53° 33′ 7″ N, 9° 39′ 46″ O | Wohn-/ Wirtschaftsgebäude | Giebelständiges Gebäude aus Fachwerk mit Backsteinausfachung, unter Satteldach in Reetdeckung, am Wirtschaftsgiebel mit Walm. Aufwändig gestalteter Wohngiebel zur Straße mit dreifacher Vorkragung, Giebelpfahl sowie einer zeitgenössischen zweiflügeligen Eingangstür mit acht Füllungen und Glasoberlicht. Errichtet im 19. Jahrhundert. | 30919600 | BW   |
| Neuenschleuse 23 53° 33′ 6″ N, 9° 39′ 45″ O | Scheune                   | Kleiner massiver Backsteinbau über rechteckigem Grundriss; unter einem Satteldach, das mit Hohlpfannen gedeckt ist. Erbaut als Obstscheune um 1900, die Durchfensterung mit nur wenigen kleinen Fenstern diente der Belüftung. | 45763088 | BW   |
| Neuenschleuse 23 53° 33′ 6″ N, 9° 39′ 46″ O | Stall                     | Kleines eingeschossiges Backsteingebäude, unter pfannengedecktem Satteldach. Erbaut als Stall um 1900. | 45763195 | BW   |

### Gruppe: Neuenschleuse 33
Die Gruppe hat die ID 30899747. Hofanlage, bestehend aus einem Wohn-/Wirtschaftsgebäude aus Fachwerk und einem parallel dazu liegenden, leicht zurückgesetzten Wirtschaftsgebäude aus Backstein.

| Lage                                         | Bezeichnung               | Beschreibung | ID       | Bild |
| -------------------------------------------- | ------------------------- | --- | -------- | ---- |
| Neuenschleuse 33 53° 33′ 19″ N, 9° 39′ 34″ O | Wohn-/ Wirtschaftsgebäude | Giebelständiger Fachwerkbau mit Backsteinausfachung, unter reetgedecktem Satteldach, am Wirtschaftsgiebel mit Walm. Wohngiebel dreifach vorkragend. Errichtet im ausgehenden 19. Jahrhundert. | 30919634 | BW   |
| Neuenschleuse 33 53° 33′ 19″ N, 9° 39′ 33″ O | Scheune                   | Giebelständiger Backsteinbau, unter ziegelgedecktem Satteldach. Im nördlichen Teil als Obstscheune, im südlichen als Stall genutzt, erbaut um 1900.                                           | 30919654 | BW   |

### Einzeldenkmale
| Lage                                         | Bezeichnung               | Beschreibung | ID       | Bild |
| -------------------------------------------- | ------------------------- | --- | -------- | ---- |
| Neuenschleuse 1 53° 32′ 46″ N, 9° 40′ 21″ O  | Wohn-/ Wirtschaftsgebäude | Giebelständiges Fachwerk-Hallenhaus mit Backsteinausfachung unter reetgedecktem Satteldach mit einseitigem Walm über dem Wirtschaftsgiebel. Wirtschaftsteil breiter, mit beidseitig vorspringenden Kübbungen. Straßenseitiger Wohngiebel dreifach auskragend über profilierten Stichbalken. Symmetrische Gestaltung mit übereinander stehenden Doppelstielen. Wirtschaftsgiebel massiv ersetzt.                                                                                     | 30919530 | BW   |
| Neuenschleuse 8 53° 32′ 51″ N, 9° 40′ 8″ O   | Wohnhaus                  | Villenartiges Wohnhaus in Fachwerkbauweise auf Backstein-Kellersockel, bestehend aus eingeschossigem traufständigem Baukörper mit Drempel unter Satteldach und zweigeschossigem, an der Nordwestseite vorspringendem Giebelteil mit hölzernem Balkon unter flacher geneigtem Satteldach mit gleicher Firsthöhe. Große Dachüberstände, an den Giebelseiten mit Freigespärren. Zweiflügelige Eingangstür mit traufparalleler Freitreppe. Schmiedeeiserne Treppen- und Balkongeländer. | 30919547 | BW   |
| Neuenschleuse 22 53° 33′ 6″ N, 9° 39′ 47″ O  | Wohnhaus                  | Eingeschossiger verputzter Massivbau unter Satteldach, giebelständig von der Straße zurückgesetzt. Symmetrische Straßenfassade mit neoromanischen Gliederungs- und Schmuckelementen. Mittiger zurückgesetzter Eingang hinter gekuppelten Rundbögen auf Säulenstellung. Inschrift mit Datierung 1885 über dem Eingang. | 30919583 | BW   |
| Neuenschleuse 34 53° 33′ 22″ N, 9° 39′ 32″ O | Einfriedung               | Aufwändiger gusseiserner Zaun mit Backsteinpfeilern, als östlicher Abschluss des Grundstücks zur Straße, beidseitig schräg in den straßenparallelen Graben heruntergeführt. Zusammen mit dem Hauptgebäude 1909 mit historistischen Dekorationsformen errichtet. | 30919692 | BW   |

## Wisch

### Gruppe: Burweg 1
Die Gruppe hat die ID 30899757. Die Hofanlage besteht aus einem im 19. Jahrhundert erbauten Schifferhaus und einer Obstscheune der Zeit um 1860.

| Lage                                 | Bezeichnung               | Beschreibung | ID       | Bild |
| ------------------------------------ | ------------------------- | --- | -------- | ---- |
| Burweg 1 53° 33′ 36″ N, 9° 39′ 17″ O | Wohn-/ Wirtschaftsgebäude | Traufständiges Fachwerkgebäude mit Backsteinausfachung, unter reetgedecktem Satteldach, am Süüdwestgiebel mit Halbwalm. Im steil aufragenden Nordostgiebel Fachwerkgefüge mit Doppelstielen, im Südwestgiebel Eckstreben. Errichtet als Schifferhaus im 19. Jahrhundert. | 30918897 | BW   |
| Burweg 1 53° 33′ 35″ N, 9° 39′ 16″ O | Scheune                   | Traufständiges Backsteingebäude mit Fachwerkgiebel in der Nordostfassade. Unter reetgedecktem Satteldach, nach Südwesten abgewalmt. Im Inneren zeitgenössischen Holzverkleidung erhalten. Erbaut als Obstscheune 1860, inschriftliche Datierung am Nordostgiebel.        | 30918917 | BW   |

### Gruppe: Burweg 9
Die Gruppe hat die ID 45267941. Die Hofanlage besteht aus einem Wohn-/Wirtschaftsgebäude, das im Kern aus dem 17. Jahrhundert stammt, sowie zwei Nebengebäuden aus Backstein vom Ende des 19. Jahrhunderts, die der damalige Besitzer Johann Schuback erbauen ließ. Der Wohngiebel des Haupthauses wurde zeitgleich erneuert.

| Lage                                 | Bezeichnung               | Beschreibung | ID       | Bild |
| ------------------------------------ | ------------------------- | --- | -------- | ---- |
| Burweg 9 53° 33′ 31″ N, 9° 39′ 11″ O | Wohn-/ Wirtschaftsgebäude | Traufständiges Fachwerkhaus mit Backsteinausfachung, unter reetgedecktem Satteldach, am Wirtschaftsgiebel mit Walm. Wirtschaftsgiebel mit kräftigen Kopfbändern an den Hauptständern, inschriftlich datiert 1664. Der steile Wohngiebel stammt aus dem 19. Jahrhundert und ist in schlichtem Fachwerk gestaltet. | 30918940 | BW   |
| Burweg 9 53° 33′ 31″ N, 9° 39′ 12″ O | Stall                     | Kleiner Backsteinbau mit Teilunterkellerung, parallel zum Haupthaus errichtet, mit geputztem Schriftfeld „Joh. Schuback 1898“ im Giebel. Ein Waschkessel verweist auf die nachträgliche Nutzung als Waschhaus hin.                                                                                               | 45267826 | BW   |
| Burweg 9 53° 33′ 29″ N, 9° 39′ 9″ O  | Backhaus                  | Kleiner Backsteinbau unter Satteldach in Pfannendeckung, innen erhaltenes Backsteinpflaster. Inschriftlich datiert: „Joh. Schuback 1893“. Durch die abseitige Lage am südlichen Grundstücksrand als ehemaliges Backhaus identifizierbar.                                                                         | 45267902 | BW   |

### Gruppe: Wisch 20
Die Gruppe hat die ID 30899767. Die Hofstelle Wisch 20 besteht aus drei reetgedeckten Fachwerkbauten der Zeit um 1860. Es handelt sich hierbei um ein Wohn-/Wirtschaftsgebäude und eine Obstscheune sowie einen ehemaligen Altenteiler (Wisch 20a).

| Lage                                  | Bezeichnung               | Beschreibung | ID       | Bild |
| ------------------------------------- | ------------------------- | --- | -------- | ---- |
| Wisch 20 53° 33′ 38″ N, 9° 39′ 17″ O  | Wohn-/ Wirtschaftsgebäude | Giebelständiges Fachwerkgebäude mit Backsteinausfachung, unter reetgedecktem Satteldach, am Wirtschaftsgiebel mit Halbwalm. Sehr gleichmäßige Fachwerkkonstruktion. Errichtet 1861 (i).       | 30919747 | BW   |
| Wisch 20 53° 33′ 38″ N, 9° 39′ 16″ O  | Scheune                   | Giebelständiger Fachwerkbau mit Backsteinausfachung, unter reetgedecktem Satteldach, am Westgiebel mit Halbwalm. Im Speichergeschoss große Lukenöffnungen. Errichtet als Obstscheune um 1860. | 30919769 | BW   |
| Wisch 20a 53° 33′ 39″ N, 9° 39′ 17″ O | Wohnhaus                  | Traufständiges Fachwerkhaus mit Backsteinausfachung, unter reetgedecktem Halbwalmdach. Errichtet um 1860 als Altenteiler der Hofanlage Wisch 20.                                              | 30919789 | BW   |

### Gruppe: Wisch 23 und 24
Die Gruppe hat die ID 30899777. Die beiden Haupthäuser der Hofanlagen Wisch 23 und 24 stehen im spitzen Winkel zueinander. Sie entstammen beide der zweiten Hälfte des 19. Jahrhunderts.

| Lage                                 | Bezeichnung               | Beschreibung | ID       | Bild |
| ------------------------------------ | ------------------------- | --- | -------- | ---- |
| Wisch 23 53° 33′ 41″ N, 9° 39′ 15″ O | Wohn-/ Wirtschaftsgebäude | Annähernd traufständig zum Deich errichtetes Fachwerkgebäude mit Backsteinausfachung, unter reetgedecktem Satteldach, mit Halbwalm am Wirtschaftsgiebel. Gleichmäßige Fachwerkkonstruktion mit quadratischen Gefachen. Dreifach schwach vorkragender Wohngiebel. Errichtet in der zweiten Hälfte des 19. Jahrhunderts. | 30919807 | BW   |
| Wisch 24 53° 33′ 42″ N, 9° 39′ 12″ O | Wohn-/ Wirtschaftsgebäude | Großes giebelständiges Vierständerhaus in Fachwerk mit Backsteinausfachung, unter reetgedecktem Satteldach, am Wirtschaftsgiebel mit Halbwalm. Wohngiebel dreifach vorkragend, Abschluss mit Giebelpfahl. Zeitgenössische zweiflügelige Haustür im symmetrisch gestalteten Wohngiebel hinter zwei eingestellten Säulen. Gleichmäßiges Fachwerkgefüge mit nahezu quadratischen Gefachen. Errichtet in der zweiten Hälfte des 19. Jahrhunderts. | 30919827 | BW   |

### Einzeldenkmale
| Lage                                 | Bezeichnung               | Beschreibung | ID       | Bild |
| ------------------------------------ | ------------------------- | --- | -------- | ---- |
| Wisch 1 53° 33′ 24″ N, 9° 39′ 29″ O  | Wohn-/ Wirtschaftsgebäude | Giebelständiger Sichtbacksteinbau auf Kellersockel unter schiefergedecktem Satteldach. Straßengiebel mit aufwendigen Putzgliederungen in Form von Sockelrustizierung, Lisenen und Fensterrahmungen in Neorenaissance-Formen. Giebelseitiger Dachüberstand mit Freigespärre. Hölzerner Altan mit fassadenparalleler Freitreppe. | 30919712 | BW   |
| Wisch 1 53° 33′ 25″ N, 9° 39′ 30″ O  | Vorgarten                 | Grünfläche vor dem Straßengiebel des zurückgesetzten Hauses, straßenseitig abschließend mit schmiedeeisernem Zaun, der beidseitig schräg in den straßenparallelen Graben herunter geführt ist. | 30923477 | BW   |
| Wisch 12 53° 33′ 31″ N, 9° 39′ 14″ O | Großkate                  | Freistehender Zweiständer-Fachwerkbau mit Backsteinausfachung unter reetgedecktem Satteldach, weit von der Straße zurückgesetzt im hinteren Teil einer heute unterteilten Hufe. Symmetrischer Vordergiebel zweifach vorkragend über Schein-Stichbalken. Kräftige Hauptständer mit beidseitigen Kopfbügen. Regelmäßige Fußstrebenanordenung im ersten Dachgeschoss. Zierausfachungen. Rückwärtiger Giebel im 19. Jahrhundert massiv in Sichtbackstein ersetzt.                                                | 30919730 | BW   |
| Wisch 32 53° 33′ 49″ N, 9° 38′ 59″ O | Oberfeuer Somfletherwisch | Freistehender Stahlgitterturm auf sechseckigem Grundriss, nach oben leicht verjüngt, mit innenliegendem zylinderförmigem Treppenhaus. Rundes Leuchtenhaus mit Umlaufgalerie unter Kegeldach. Rot-weißer Anstrich. Leuchtfeuerhöhe ca. 35m über Erdboden. | 30919847 |      |
| Wisch 39 53° 33′ 49″ N, 9° 38′ 59″ O | Wohn-/ Wirtschaftsgebäude | Massives Wohn-/Wirtschaftsgebäude auf T-förmigem Grundriss, bestehend aus traufständigem, eingeschossigen Wohnhaus auf hohem Kellersockel unter Satteldach und rückwärtig im rechten Winkel anschließendem eingeschossigen Wirtschaftsteil in Sichtbackstein unter Satteldach. Wohnteil verputzt mit Zwerchhaus über risalitartiger Mittelachse, mit zurückgesetztem Eingang hinter drei gekuppelten Rundbögen auf Säulenstellung. Vorgelegte geradläufige Freitreppe. Spätklassizistische Putzgliederungen. | 30919867 | BW   |